# 密西根州
密西根州（英語：State of Michigan），是美国的一个州，位於五大湖地區，東面與加拿大首都渥太华的所在地安大略省接壤。其邮政缩写是 MI。首府為蘭辛，最大城市為底特律。
密西根州傳統上屬於美國的中西部的心臓地帶，密芝根州南部與鄰近的伊利诺伊州芝加哥地區組成了美國其中一個最顯赫的經濟區域，屬於芝加哥聯邦儲備區。密西根作为世界汽车工业的诞生地而闻名，被形容為美國工業的皇冠上正中心的那顆寶石。現時美国幾大汽车制造商的總部設於密西根，其中包括福特汽车、通用汽车和克萊斯勒集團。
密西根州由两个半岛组成。下半岛类似于手套的形状，占该州大部分土地面积。上半島的特拉佛斯城和麦基诺岛是密西根州的旅游胜地，吸引世界的运动员和自然爱好者。上半岛（通常称为“UP”）由麦基诺水道与下半岛隔开，麦基诺海峡是连接休伦湖和密西根湖的五英里（8公里）通道。麦基诺大桥连接半岛。密西根州拥有世界上任何政治分区中最长的淡水岸线，与五大湖中的四个和圣克莱尔湖接壤。它还拥有64,980个内陆湖泊和池塘。密西根州的水量在所有州中位居第二，仅次于阿拉斯加。
密西根名稱源自美洲原住民語言中奥杰布瓦语的「mishigamaa」，意思指大湖。数千年来，该地区最初被一系列美洲原住民部落居住。在17世纪，法国探险家声称它是新法兰西殖民地的一部分，当时它主要由土著人民居住。法国和加拿大的商人和定居者、梅蒂斯和其他人迁移到该地区，主要沿水道定居。1762年法国在法印战争中战败后，该地区被英国统治。英国在美国独立战争中战败后，英国将该领土割让给新独立的美国。
该地区一直是美国大西北地区的一部分，直到1800年密西根州西部成为印第安纳领地的一部分。密西根领地成立于1805年，但直到1812年战争结束后，与加拿大的一些北部边界才达成一致。密西根于1837年作为第26个自由州加入联邦。它很快成为五大湖地区重要的工业和贸易中心，在19世纪末和20世纪初吸引了许多欧洲国家的移民。来自芬兰、马其顿和荷兰的移民尤其多。
尽管密西根州发展了多元化的经济，但在20世纪初，它作为美国汽车工业的中心广为人知，并发展成为其主要的经济力量。它是美国三大汽车公司的所在地（其总部都在底特律都会区）。曾经被开发用于伐木和采矿，如今人口稀少的上半岛由于自然资源丰富而对旅游业很重要，而下半岛是制造业、林业、农业、服务业和高科技产业的中心。

## 历史

### 法国人的早期探索
1622年，艾蒂安·布魯爾（Etienne Brule）和他的法国探险家同伴格勒諾布爾（Grenble）可能是第一个看到苏必利尔湖的欧洲人。從1668年到1763年，密西根是法屬加拿大的一部分。1701年，法國軍官凱迪拉克爵士安托萬·德·拉·莫特與另外51名法裔加拿大人一起建立了一個名為龐恰特雷恩德底特律堡（Fort Pontchartrain du Détroit，直譯為「海峽畔的龐恰特雷恩堡」，龐恰特雷恩指的是時任法國海軍國務卿龐恰特雷恩伯爵路易·菲力波）的定居點，該定居點發展成了現在的底特律市。法國領導的新法蘭西在法印戰爭中戰敗，1763年該地區被割讓給英國。

### 七年战争后
1783年的《巴黎條約》將美國的邊界擴大到密西西比河東部所有土地和加拿大南部。密西根當時是舊西北領地的一部分。從1787年到1800年，它是西北領地的一部分。1800年，印第安納領地建立，現在密西根州的大部分地區都在其中，只有該州最東部的部分留在了西北領地。
1805年密西根脱离西北领地，成为单独的领地，边域确定，并把底特律定为该领地的首府。威廉·赫爾（William Hull）作为统總督。后底特律被大火毁坏。在1812年戰爭期間，底特律堡的美國軍隊在1812年幾乎不流血的圍攻後投降，密西根領地被英军占领（實際上仅仅由底特律和周邊地區組成，其他地区无人居住）。美國試圖重新奪回底特律導緻美國在葡萄乾河战役中慘敗屠殺。這場戰鬥仍然被列為該州有史以來最血腥的戰鬥，在所有戰爭中美軍傷亡人數最多。
1813年伊利湖戰役後，密西根领地被美國人重新奪回。他們以密西根為基地發動對加拿大的入侵，最終導致泰晤士河戰役。但在和平條約恢復舊邊界之前，密西根州更北部的地區一直由英國人控制。出於對與英國再次交戰的恐懼，美國於19世紀在密西根州建造了包括韋恩堡在內的許多堡壘。
1817年，密西根大学成立，这是密西根地区的第一所大学，后被誉为西部的哈佛。1819年密西根领地派出亨利·斯库尔克拉夫特北上考察五大湖地区的印第安部落。1828年，该领地的议会大厦在底特律建立，耗资24,500美元。1835年，在第一次制宪会议后，密西根领地准备改为密西根州加入美国联邦，史蒂文斯·T·梅森（Stevens T. Mason）担任第一任总督。史蒂文斯·T·梅森与俄亥俄州在托莱多发动了一场不流血的战争，此战争被称为托莱多战争。最后经国会裁定，俄亥俄州赢得了托莱多，但是密西根获得了原为威斯康星州领土的上半島。密西根州长期人口增長緩慢，直到1825年伊利運河通過紐約的莫霍克山谷開通，將五大湖與哈德遜河和紐約市連接起來。新路線吸引了大量定居者湧入密西根地區。他們從事農民、伐木工、造船商和商人的工作，運出糧食、木材和鐵礦石。到1830年代，密西根州达到了80,000名居民，足以申請並獲得建州的資格。舉行了憲法大會，以領導該領土成為州。1835年10月，人民通過了1835年憲法，從而組建了州政府。國會的承認被推遲，等待解決與俄亥俄州的邊界爭端，即托萊多戰爭。國會將“托萊多条带”授予俄亥俄州。密西根州作為特許權獲得了上半島西部。1837年国会批准密西根加入联邦作为联邦的第26州，她的姐妹州是阿肯色州。

### 加入美利堅联邦
1837年1月26日，密西根成为美国的第26个州。1841年，道格拉斯·霍顿在基威诺半岛发现大型铜矿。1844年上半岛的铜港开始运作。1847年，立法机关通过了确定该州首府的立法“在英厄姆县的兰辛镇区”。1849年，密西根州成立第一所师范大学，即今日位于伊普西兰蒂的东密西根大学。它是美國第四古老的師範學校，也是新英格蘭以外的第一所美國師範學校。1855年，密西根州立大学的前身密西根农学院成立，后来成为了美国历史上第一所赠地大学。1879年，新的州议会大厦在兰辛建立，耗资1,510,130美元。1885年， 霍顿县成立密西根矿业学院，是密西根上半岛的第一所高校，后发展为密西根理工大学。
從1850年代到1880年代，密西根在木材生產方面領先全國。從1850年代起，鐵路成為主要的增長引擎，底特律是主要樞紐。19世紀末至20世紀初，第二波法裔加拿大移民在密西根州定居，他們也在下半島休倫湖一側的縣（如薩吉諾河谷、阿爾皮納和切博伊根）的伐木區工作與整個上半島一樣，主要集中在埃斯卡納巴和基威諾半島。這也是密西根州阿拉巴斯特石膏工業發展的時期，在全國範圍內變得突出。
美国共和黨的第一次全州會議於1854年7月6日在密西根州的傑克遜舉行，共和黨在此通過了它的綱領。該州在1930年代之前主要是共和黨，這反映了來自新英格蘭北部和紐約的移民的政治連續性。密西根州在美國內戰中為聯邦做出了重大貢獻，向聯邦軍隊派遣了四十多個志願兵團。

### 20世纪至今
密西根州曾经有发达的伐木工业和铁铜采伐业，但是在20世纪以来已经被其它工业取代———亨利·福特在底特律的海兰帕克郊区开办的第一个工厂成为汽车工业诞生的标志，这打开了个人交通的新纪元，并永久性地改变了美国的经济形态。
1903年，福特汽车公司在底特律成立。密西根州的經濟在20世紀之交發生了轉變。福特在海兰帕克開發的移動裝配線標誌著交通運輸的新時代。與輪船和鐵路一樣，汽車的大規模生產是一項意義深遠的發展。價格實惠的汽車不僅改變了公共交通的形式，還改變了私人生活。汽車生產成為底特律和密西根的主要產業，並永久性地改變了美國和世界大部分地區的社會經濟生活。
隨著增長，汽車工業在底特律創造了就業機會，吸引了來自歐洲的移民和來自美國各地的移民，包括來自南方農村的黑人和白人。到1920年，底特律已成為美國第四大城市。住宅供不應求，市場需要數年才能趕上人口激增的步伐。到1930年代，移民人數如此之多，以至於公立學校使用30多種語言，少數民族社區在每年的遺產節上慶祝。多年來，移民和移民為底特律的多元化城市文化做出了巨大貢獻，包括流行音樂趨勢。1960年代有影響力的摩城之音（Motown Sound）由各種個人歌手和團體領導。
密西根州第2大城市大急流城也是重要的製造業中心。自1838年以來，這座城市就以其家具業而聞名。在21世紀，它是世界領先的辦公家具公司5家的所在地。大急流城是許多大公司的所在地，包括Steelcase、安利和迈尔。大急流城也是通用电气航空系統公司的重要中心。密西根州於1910年舉行了第一次美國總統初選。隨著工業的快速發展，它是全行業工會組織的重要中心，例如美國汽車工人聯合會的興起。1920年，底特律的WWJ电台成為美國第一個定期播放商業節目的廣播電台。在那十年中，該國一些最大、最華麗的摩天大樓都建在了這座城市。特別值得一提的是費舍爾大廈、凱迪拉克廣場和衛報大廈，它們都被指定為國家歷史地標。
1927年，克林頓縣巴斯發生了一起學校爆炸案，災難由一名成年男子犯下，導致38名學童死亡，是美國歷史上一所學校中最致命的大規模謀殺案。1957年，麦基诺大桥在11月1日开通。该桥是世界上第一座大型钢铁吊桥，连接密西根的上下半岛。1960年代，種族緊張局勢在全國引發了動盪，受此影響，底特律在1967年發生了著名的12街暴動，白人開始大量離開這一地區，自此密歇根经济不断衰退。1974年，来自大急流市的杰拉尔德·福特成为美国的第38任总统。1976年，密州通过公民投票通过禁止丢弃瓶子的立法。1987年，密西根州庆祝建州150年。2006年，底特律举办超级碗球赛。2011年，底特律陷入财政危机。2013年，底特律政府宣布破产。

## 行政区划

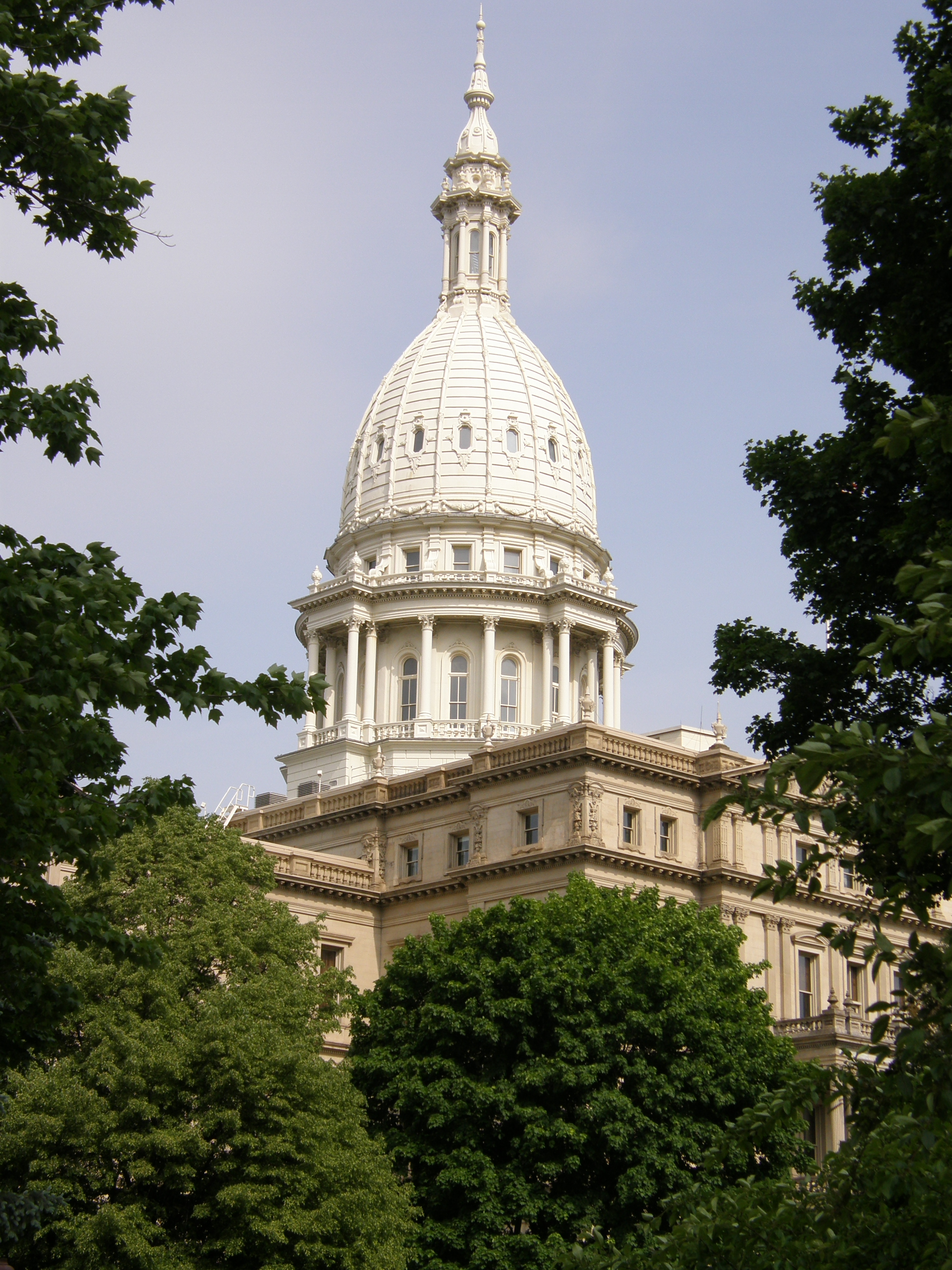
位於密西根州首府蘭辛的密西根州議會

密西根州共有83個縣。雖然1897年後密西根州的縣界再沒有任何的變動，但在19世紀時，密西根州的立法機構不斷更改縣的數量及邊界。密西根州建立縣是為了達到在非建制領土中建立政府的目的，並且使這些地區變為可銷售的土地。
在密西根州，縣的成立被分為兩部份。首先，未組織的縣的邊界必須完全劃定，並且擁有一個專屬的縣名。不論該縣是否有明確的邊界，未組織的縣將會出現在地圖上。由於行政目的起見，在這段時間內，這個未組織的縣將被認為是附近一個已組織的縣的一部份，而立法機構經常改變未組織的縣所屬的已組織的縣。未組織的縣的居民可向州政府申請法律承認該縣，以確保該縣在法律上的合法性。
州內有不少城市跨越多個縣，當中包括州首府——蘭辛。1970年代初期的數年裏，這些城市可以要求更改縣界，使縣界符合城市的邊界，但是唯一成功更改縣界的城市只有新巴爾的摩（新巴爾的摩原本座落於馬科姆縣和聖克萊爾縣之間，在更改邊界後，該城市完全屬於馬科姆縣），這次更改縣界亦是20世紀中密西根州唯一一次縣界改動。
根據密歇根州憲法，1850年時人口多於20,000的城市可以組成一個獨立的合併市縣。1908年，州政府把合法人數更改至100,000人。在1963年這條法律被正式移除之前，並沒有任何一個城市根據這條法例組建成一個獨立的縣。
密西根州與伊利诺伊州在密西根湖擁有一個水上邊界，當中密西根州有三個縣擁有與伊利諾伊州的水上邊界，分別為貝林縣、范布倫縣和阿勒根縣。。密西根州亦與明尼蘇達州在苏必利尔湖擁有一個水上邊界，當中密西根州有兩個縣擁有與明尼蘇達州的水上邊界，分別為昂托納貢縣和基威諾縣。同時密西根州亦與威斯康辛州在苏必利尔湖擁有陸地及水上邊界，當中戈吉比克縣與威斯康辛州接壤，而昂托納貢縣則和威斯康辛州擁有水上邊界。
联邦资料处理标准代码（简称代码）是联邦政府用来区分各州和各县的唯一识别码。密西根州的縮寫為MI，而該州的FIPS代碼是26，與縣代碼結合使用時寫成26XXX。

## 法律和政府

### 政府
密西根州實行共和製，有三個政府部門：由密西根州州長和其他獨立選舉產生的憲法官員組成的行政部門；由眾議院和參議院組成的立法部門；和司法部門。密西根州憲法允許選民通過法定倡議和公民投票、罷免以及憲法倡議和轉介直接參與（第II條第9款定義為“提出法律以及製定和否決法律的權力，稱為倡議，以及批准或否決立法機關製定的法律的權力，稱為全民公決。倡議的權力僅適用於立法機關根據本憲法可能製定的法律”）。蘭辛是州首府，是州政府所有三個部門的所在地。
州長和其他州憲法官員任期四年，只能連任一次。現任州長是格雷琴·惠特默。密西根州有兩個官方州長官邸；一個在蘭辛，另一個在麥基諾島。其他根據憲法選舉產生的行政官員是副州長，他是與州長、國務卿和司法部長聯席選舉產生的。副州長主持參議院（僅在平局的情況下投票），也是內閣成員。國務卿是首席選舉官，負責運行包括機動車輛在內的許多許可計劃，所有這些都是通過國務卿的分支機構完成的。
密西根州議會由38名參議員和110名眾議院組成。立法機關的兩院議員都是通過選舉產生的，由人口接近相等的單一成員選區選舉產生，這些選區的邊界通常與縣和市界線重合。參議員任期四年，與州長任期一致，而眾議員任期兩年。密西根州議會大廈於1879年投入使用，從那時起一直是該州行政和立法部門的所在地。
密西根州司法機構由兩個具有初級管轄權的法院（巡迴法院和地區法院）、一個中級上訴法院（密西根上訴法院）和密西根州最高法院組成。有幾個行政法院和專門法院。地區法院是具有有限管轄權的初審法院，負責處理大多數訴訟金額低於25,000美元的交通違規、小額索賠、輕罪和民事訴訟。地區法院通常負責處理重罪案件的初審和保釋。地方法院法官的任期為六年。在一些地方，保留了市法院，而沒有設立地區法院。密西根州有57個巡迴法院，對所有訴訟金額超過25,000美元的民事訴訟和所有涉及重罪的刑事案件擁有初審管轄權。巡迴法院也是密西根州唯一有權發佈公平救濟的審判法院。巡迴法院對地區和市法院以及州機構的決定和法令具有上訴管轄權。大多數縣都有自己的巡迴法院，但人口稀少的縣經常共享它們。巡迴法院法官的任期為六年。州上訴法院法官的任期為六年，但空缺由州長任命填補。上訴法院在底特律、大急流城、蘭辛和馬凱特有四個部門。上訴法院由三名法官組成的小組審理案件，他們審查法律的適用而不是案件的事實，除非在事實問題上存在嚴重錯誤。密西根州最高法院由七名成員組成，他們通過無黨派投票選出，任期八年。最高法院僅在狹隘的情況下擁有初審管轄權，但對整個州司法系統擁有上訴管轄權。
- 首府：兰辛
- 法律／政府（注意：所有美国各州都有相似的立法和政治体系，所以我们只列出该州的特点）
  - 州长
    - 现任：格雷琴·惠特默

  - 立法机关——两院制
    - 众议院
    - 参议院

  - 司法体系
  - 州宪法

密西根州議會大廈為密西根州議會及州長辦公室所在地。

### 法律
密西根州有四部憲法，其中第一部於1835年10月5日至6日獲得批准。除了1963年的現行憲法外，還有1850年和1908年的憲法。目前的文件有序言、11條和一個由時間表和臨時條款組成的部分。密西根州與除路易斯安那州以外的每個美國州一樣，擁有普通法法律體系。

### 政治环境
自1990年代以來一直是總統級別选举的民主黨傾向州，在唐納德·特朗普於2016年贏得該州後，密西根州已演變為一個搖擺州。自1970年代以來，州長在民主黨和共和黨之間交替，以及包括司法部長在內的全州辦公室，國務卿和參議員分別由兩黨成員擔任，比例不同。此外，自1994年以來，當選州長一直來自總統的對立黨。共和黨在密西根州議會的眾議院和參議院均佔多數。該州的國會代表團通常是分裂的，一黨或另一黨通常持有微弱多數。
密西根州是美國第38任總統杰拉爾德·福特的故鄉。他出生於內布拉斯加州，在還是嬰兒時搬到了大急流城，在此成為律師並發跡。杰拉尔德·福特博物馆位於大急流城，其中有福特和夫人的墓地，杰拉尔德·福特总统图书馆位於他的母校密西根大學安娜堡分校的校園內。在2020年的一項研究中，密西根州被列為第13個最容易讓公民投票的州。

## 地理

### 综述

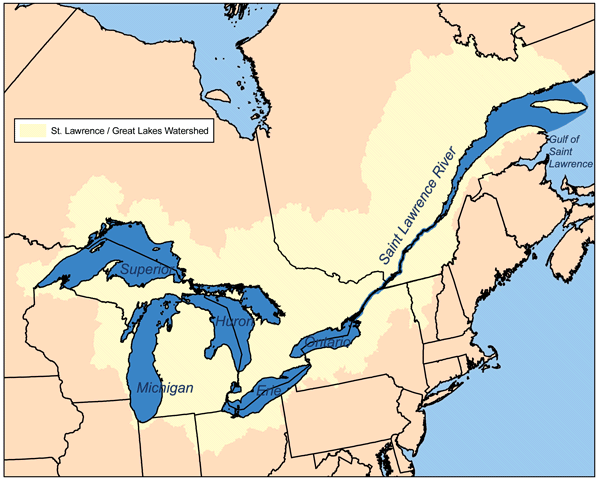
五大湖河圣劳伦斯水道

密西根州南部与印第安纳州、俄亥俄州以及伊利诺斯州，西南方向与明尼苏达州和威斯康星州接壤。密西根州三面环水，分别濒临苏必利尔湖、密西根湖、休伦湖、圣克莱尔湖和伊利湖。由两个半岛组成：密西根下半島和密西根上半島。
密西根州由两个被麦基诺水道隔开的半岛组成。北纬45度线穿过该州，以高速公路标志和两极相等小道（Polar-Equator Trail）为标志——沿着包括位于特拉弗斯城附近的传道点灯塔（Mission Point Light）、下半岛的蓋洛德和阿尔皮纳城在内的一条线和上半岛的梅诺米尼。除了密西西比河通过上半岛的威斯康星河和下半岛的坎卡基-伊利诺伊河引流的两个小区域外，密西根州绝大多数土地属于五大湖-圣劳伦斯河流域，也是唯一一个大部分土地属于该流域的州。该州的任何一点距离天然水源都不超过6英里（9.7公里），或者距离五大湖的岸线不超过85英里（137公里）。
从东到西与密西根接壤的大湖是伊利湖、休伦湖、密西根湖和苏必利尔湖。该州南部与俄亥俄州和印第安纳州接壤，与这两个州共享陆地和水域边界。密西根州的西部边界几乎完全是水域边界，从南到北，伊利诺伊州和威斯康星州位于密西根湖；然后是威斯康星州和上半岛的陆地边界，主要由梅诺米尼河和蒙特利尔河划定；然后又是水界，在苏必利尔湖，西边是威斯康星州和明尼苏达州，北边和东边是加拿大安大略省。
森林茂密的上半岛西部相对多山。豪猪山脉是世界上最古老的山脉之一，上升到海拔近2,000英尺（610米）的高度，形成流入苏必利尔湖和密西根湖的溪流之间的分水岭.该范围两侧的表面是崎岖不平的。该州的最高点位于马凯特西北部的休伦山脉，是海拔1,979英尺（603米）的阿文山。半岛面积相当于康涅狄格州、特拉华州、马萨诸塞州和罗德岛州的总和，但居民不到330,000人。他们有时被称为“Yoopers”（来自“U.P.'ers”），他们的语言（“Yooper方言”）深受在晚期伐木业和采矿业繁荣期间定居该地区的众多斯堪的纳维亚和加拿大移民的影响。

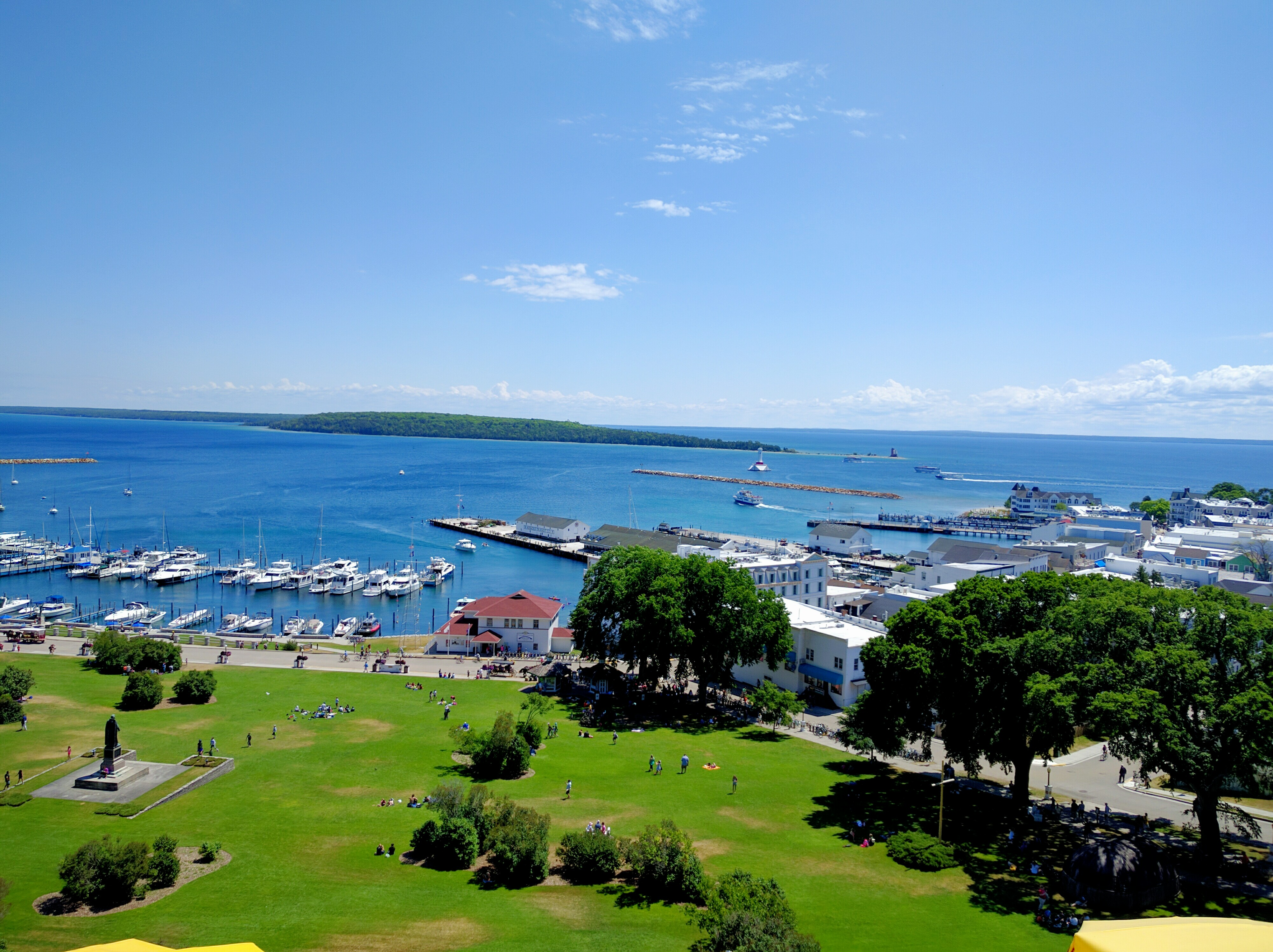
麦基诺岛，位于麦基诺海峡东端的岛屿和度假区。 超过80%的岛屿被保留为麦基诺岛州立公园

下半岛的形状像手套，许多居民举起手来描绘他们来自哪里。它南北长277英里（446公里），东西长195英里（314公里），占该州近三分之二的土地面积。半岛的表面通常是水平的，被圆锥形的山丘和冰川冰碛所打破，通常不超过几百英尺高。它被南北的低水位分水岭分开。该州的大部分地区位于西部，并逐渐向密西根湖倾斜。下半岛的最高点是海拔1,705英尺（520米）的荆棘山，或者是凯迪拉克附近的几个点之一。最低点是571英尺（174m）的伊利湖表面。
密西根半岛的地理方向使得该州的两端之间有很长的距离。艾恩伍德位于上半岛的最西部，距离下半岛东南角的兰伯特维尔有630英里（1,010公里）的高速公路。上半岛与密西根州的政治和人口中心的地理隔离使该地区在文化和经济上与众不同。频繁尝试将上半岛建立为苏必利尔州，但未能获得认可。

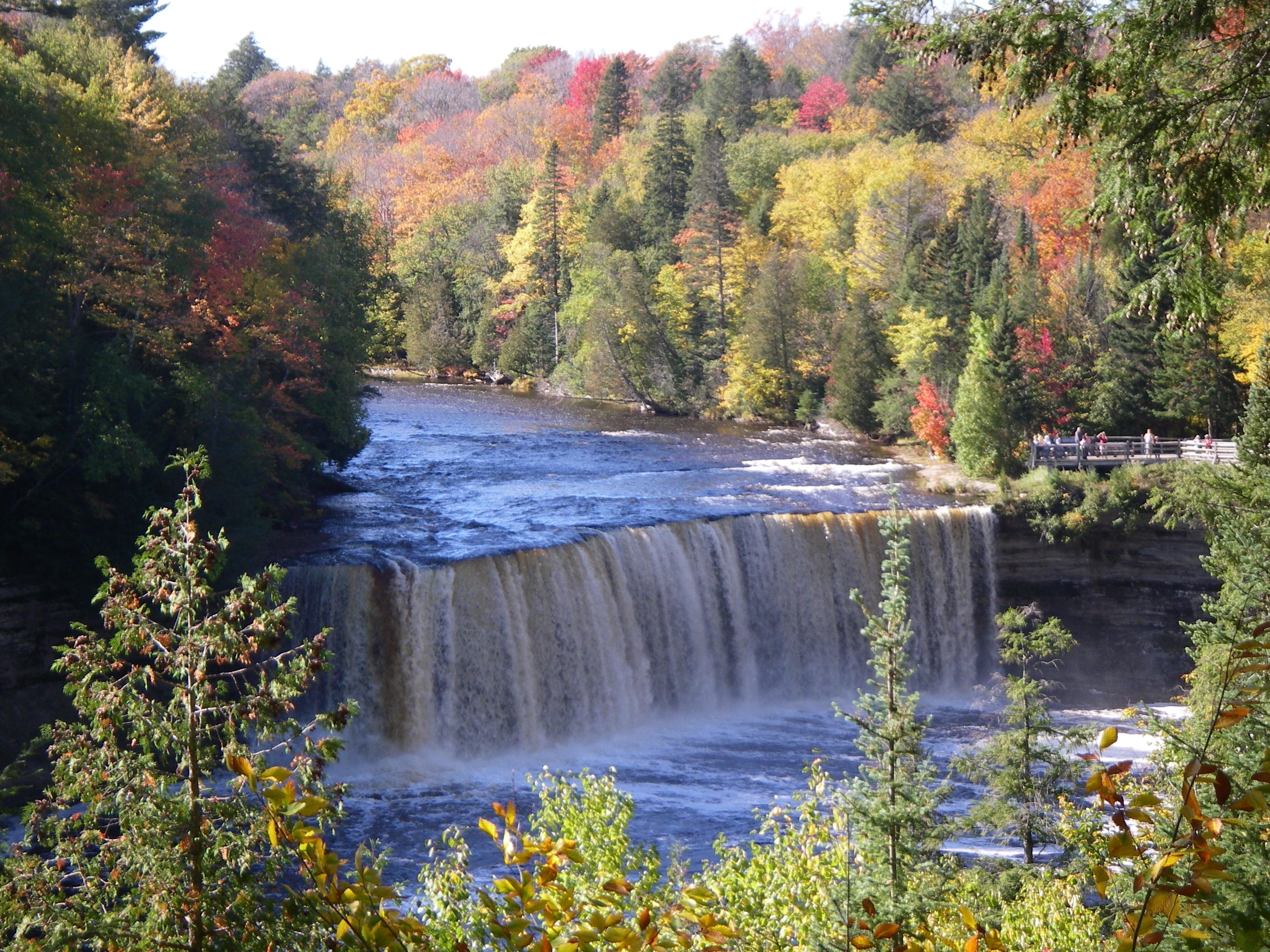
上半岛的塔夸门农（Tahquamenon）瀑布

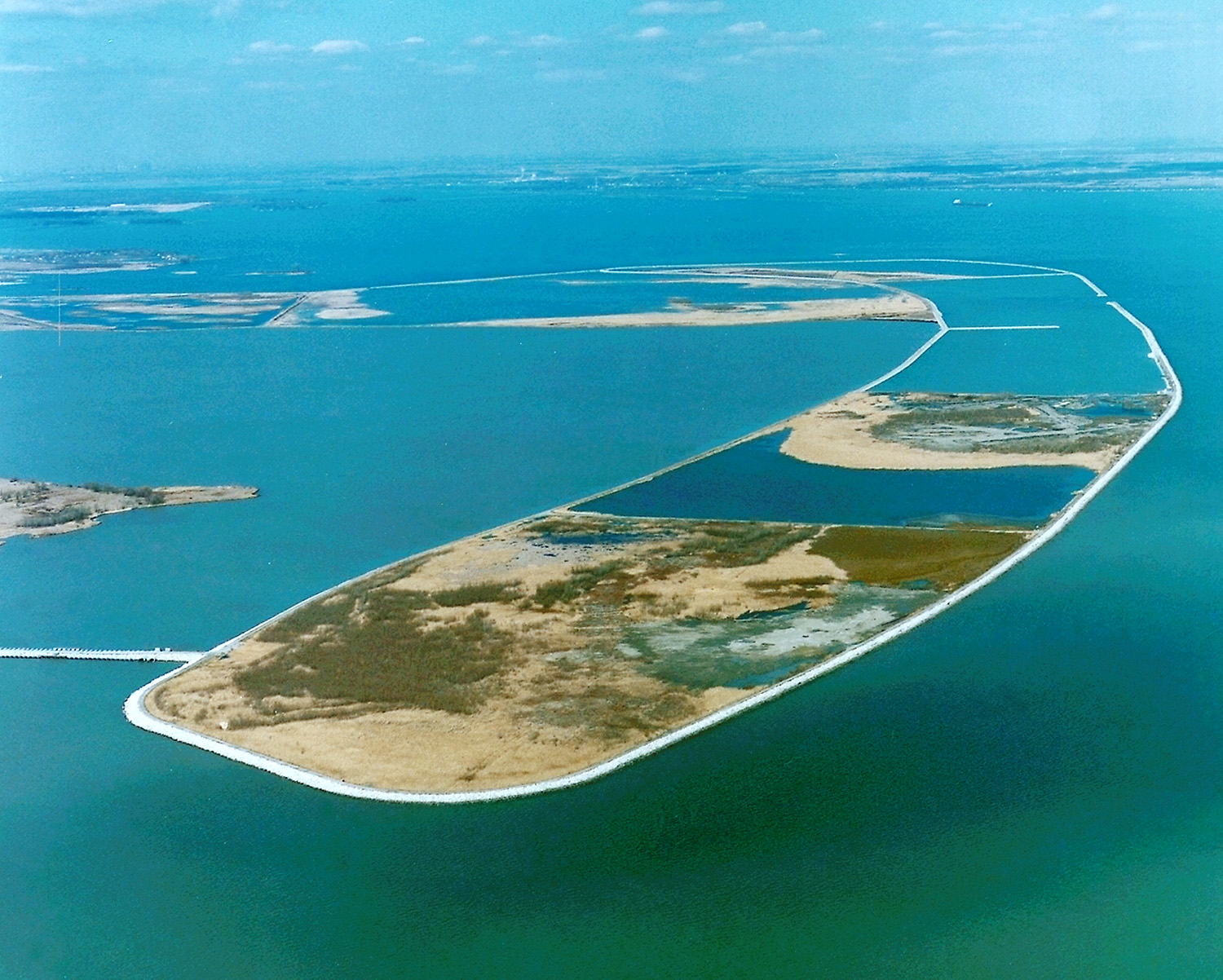
湿角（Pointe Mouillee）州立游戏区，密西根州221个州级游戏和野生动物区之一。它包括位于伊利湖休伦河河口的 7,483 英亩的狩猎、休闲和受保护的野生动物和湿地区域，以及底特律河内较小的外围区域

大拇指是密西根州赋予它独特形状的手套的一个特征。这个半岛延伸到休伦湖和萨吉诺湾。大拇指的地理主要是平坦的，有一些起伏的丘陵。密西根州的其他半岛包括基威诺半岛，构成该州的铜乡地区。利勒諾半岛位于北密西根州北部地区。

### 水文
众多的湖泊和沼泽标志着两个半岛，湖岸有很多湾。Keweenaw Bay、WhitefishBay和Bigand Little Bays De Noc是上半岛的主要海湾。Grandand Little Traverse、Thunder和萨吉诺湾缩进下半岛。密西根州拥有第二长的湖岸线——3,288英里（5,292公里），包括1,056英里（1,699公里）的岛屿湖岸线。
该州有许多大岛，主要是密西根湖的北马尼图和南马尼图和海狸島、苏必利尔湖的皇家岛和格兰德岛、休伦湖的马凯特岛、白树林岛和麦基诺岛、圣玛丽河的尼比什岛、糖岛和德拉蒙德岛。密西根州拥有大约150座灯塔，是美国所有州中最多的。密西根州的第一座灯塔建于1818年至1822年之间。它们的建造目的是在夜间投射灯光，并在白天作为地标，以安全地引导客船和货轮在五大湖中航行。
该州的河流一般很小、很短、很浅，很少能通航。主要河流包括连接五大湖的底特律河、休伦河、圣玛丽斯河和圣克莱尔河；流入休伦湖的奧塞布爾、希博伊根河和萨基诺河；流入苏必利尔湖的昂托納貢和Tahquamenon；以及流入密西根湖的圣约瑟夫河、卡拉马祖河、格兰德河、马斯基根河、马尼斯蒂河和埃斯卡纳巴河。该州拥有11,037个内陆湖泊——总面积为1,305平方英里（3,380平方公里）的内陆水域——此外还有38,575平方英里（99,910平方公里）的五大湖水域。密西根州的任何一点距离内陆湖泊都不超过6英里（9.7公里），或者距离五大湖之一不超过85英里（137公里）。
该州是由国家公园管理局维护的几个地区的所在地，包括位于安大略省桑德贝东南约30英里（48公里）的苏必利尔湖的皇家岛国家公园。该州的其他国家保护区包括：基威诺国家历史公园、彩岩国家湖岸、睡熊沙丘国家湖岸、休伦国家森林、马尼斯蒂国家森林、海华沙国家森林、渥太华国家森林和马凯特神父国家纪念馆。北部国家风景步道的最大部分穿过密西根州。
密西根州拥有78个州立公园、19个州立休闲区和6个州立森林，拥有所有州中最大的州立公园和州立森林系统。

### 行政区划

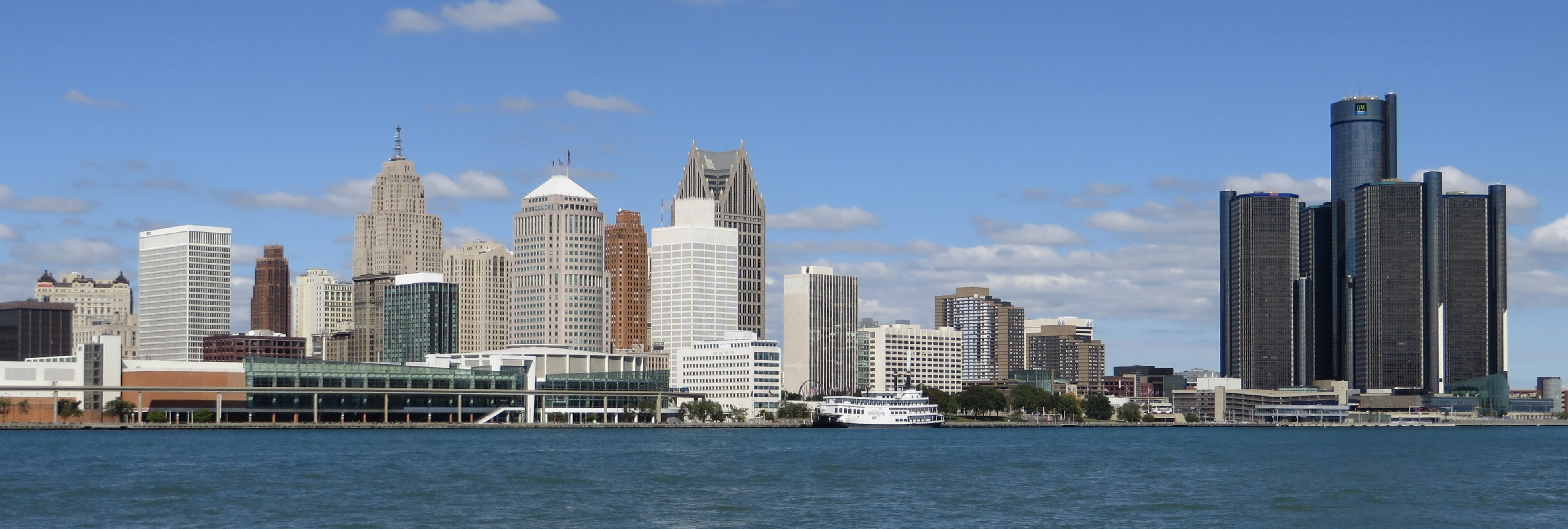
底特律的天际线

州政府分散在三个层次——全州、县和乡镇。县是国家的行政区划，乡是县的行政区划。他们都行使州政府权力，根据州法律进行本地化以满足其司法管辖区的特定需求。密西根州有83个县。
城市、州立大学和乡村被赋予不同程度的自治权。自治城市通常可以做任何法律不禁止的事情。十五所州立大学拥有广泛的权力，可以在其作为教育机构的地位范围内做任何不受州宪法禁止的事情。相比之下，村庄的地方自治有限，并不完全独立于其所在的县和乡镇。
密西根州有两种类型的乡镇：普通法乡镇和特许乡镇。特许乡镇地位由立法机关于1947年创建，授予额外的权力和简化管理，以提供更大的保护，防止城市吞并。截至2001年4月，密西根州有127个特许镇。一般来说，特许乡镇拥有许多与城市相同的权力，但没有同等程度的义务。例如，一个特许镇可以有自己的消防部门、供水和下水道部门、警察部门等等——就像一个城市一样——但它不需要这些东西，而城市必须提供这些服务。特许镇可以选择使用全县范围的服务，例如县治安官办公室的代表，而不是在家中的法令官员。

#### 主要城市

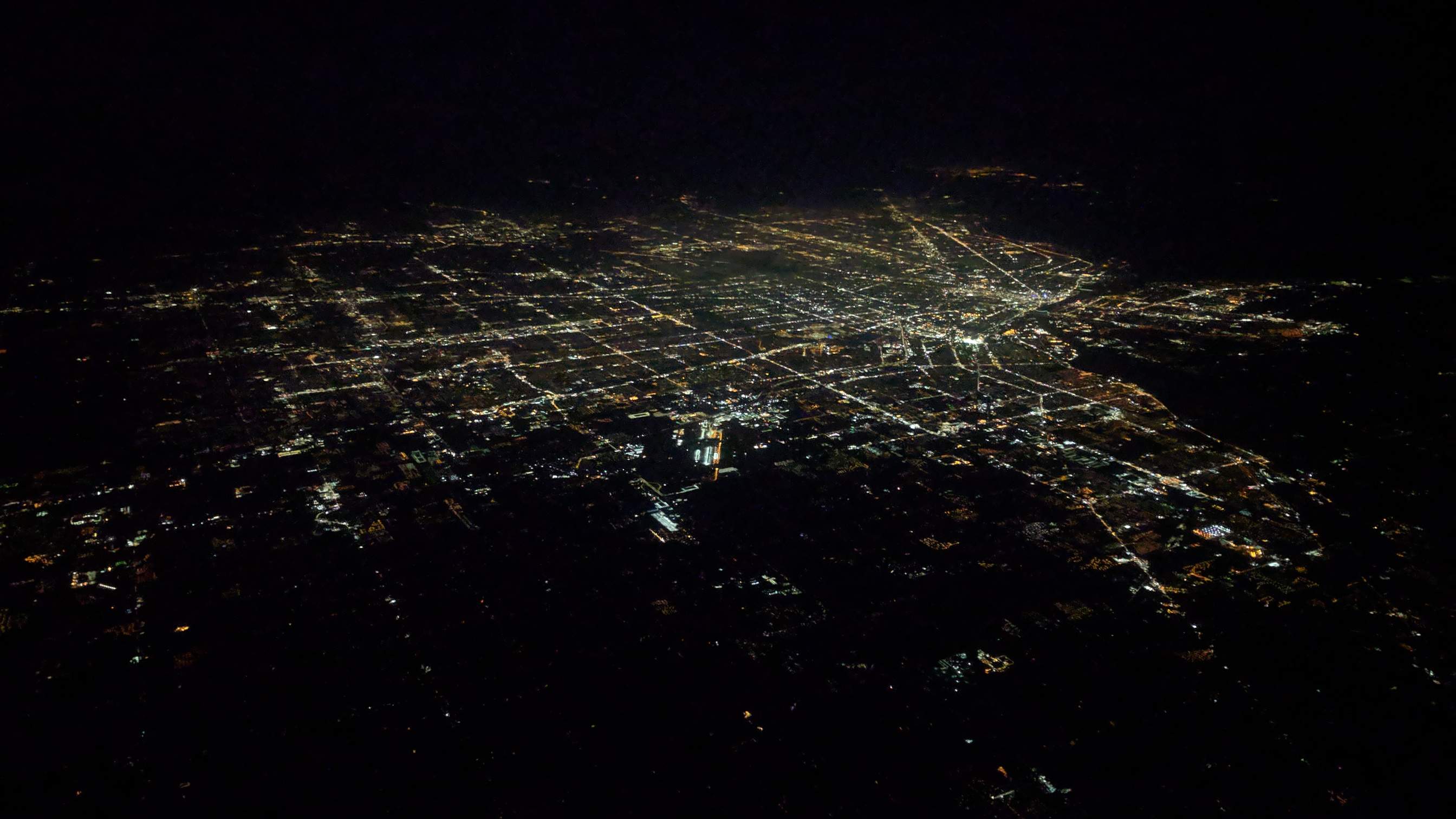
从南部鸟瞰底特律都会区

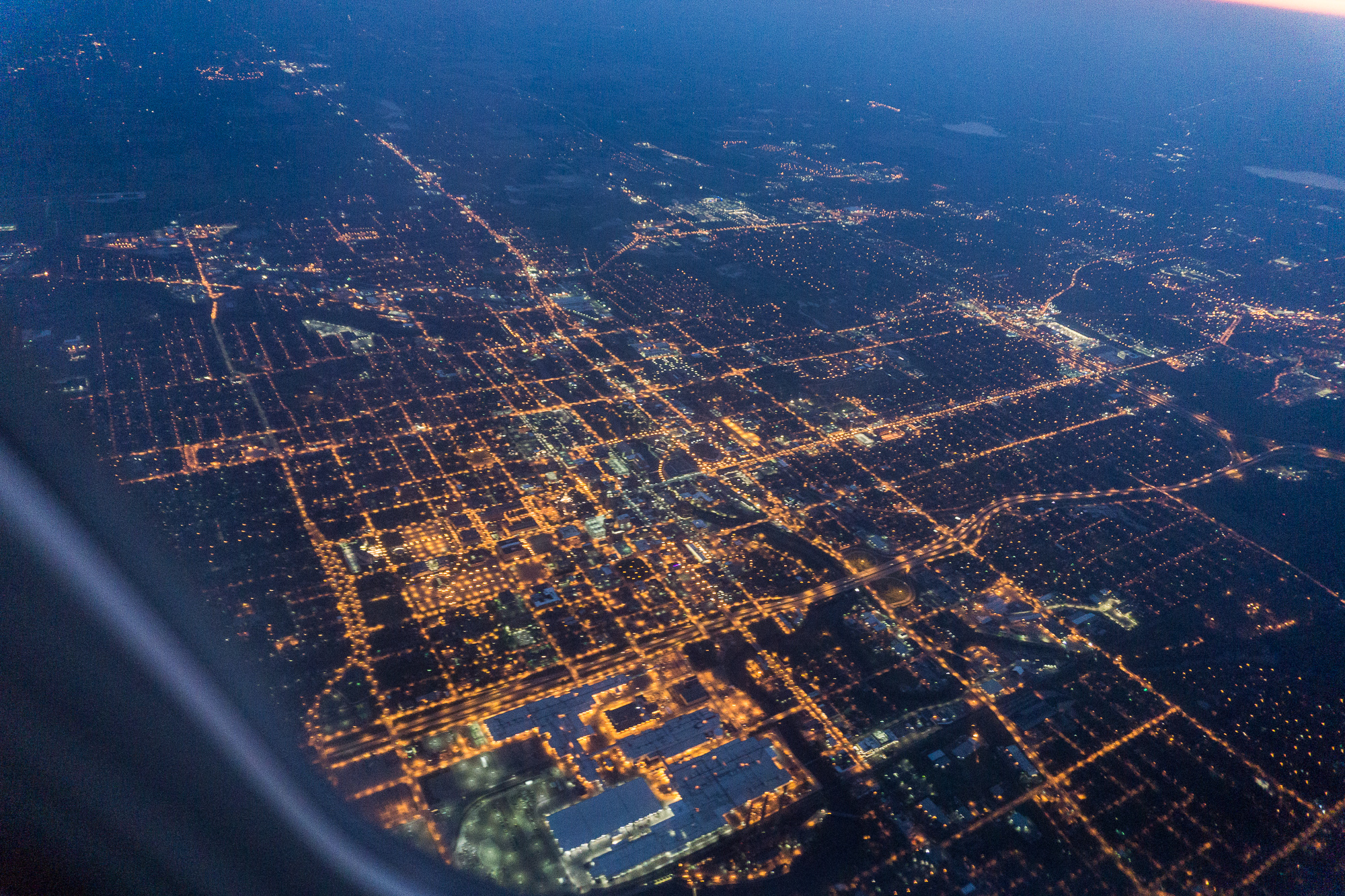
兰辛市中心鸟瞰，可以看到格兰德河穿城而过

- 首府：蘭辛
- 最大城市：底特律
- 第二大城市：大急流城
- 其它主要城镇：
  - 弗林特
  - 馬斯基根
  - 特拉弗斯城
  - 安娜堡
  - 貝城
  - 薩基諾
  - 馬凱特
  - 霍頓
  - 科珀港
  - 沃倫
  - 懷恩多特
  - 龐蒂克
  - 蘇聖瑪麗
  - 史特林海茨
  - 卡拉馬祖

#### 都会区
| 排名 | 都会区名稱                  | 人口      |
| ---- | --------------------------- | --------- |
| 1    | 沃伦-特洛伊-法明顿山 MD     | 2,572,549 |
| 2    | 底特律-迪尔伯恩-利伏尼亚 MD | 1,753,893 |
| 3    | 大急流城-肯特伍德 MSA       | 1,069,405 |
| 4    | 兰辛-东兰辛 MSA             | 481,893   |
| 5    | 弗林特 MSA                  | 406,892   |
| 6    | 安娜堡 MSA                  | 370,963   |
| 7    | 卡拉马祖-波蒂奇 MSA         | 340,318   |
| 8    | 萨吉诺 MSA                  | 190,800   |
| 9    | 马斯基根 MSA                | 173,588   |
| 10   | 杰克逊 MSA                  | 158,823   |

#### 镇区
密西根州的“镇区”（英語：township）或「特設鎮區」（英語：charter township）是“行政镇区”（英語：civil township）。密西根州的部分地方都是“镇区”的一部分除了非镇区级自治体。“镇区”和“自治体”（英語：municipality）是不一致有重叠。镇区如下：
1. 克林顿镇区 (密西根州马科姆县)（Clinton）- 100,800
2. 坎顿镇区 (密西根州韦恩县)（Canton）- 93,018
3. 马科姆镇区 (密西根州马科姆县)（Macomb）- 90,758
4. 塞尔比特設镇区 (密西根州马科姆县)（Shelby）- 80,005
5. 沃特福德镇区 (密西根州奥克兰县)（Waterford）- 72,948
6. 西布卢姆菲尔德镇区 (密西根州奥克兰县)（West Bloomfield）- 65,916
7. 伊普西兰蒂镇区 (密西根州沃什特瑙县)（Ypsilanti）- 55,635
8. 乔治敦镇区 (密西根州渥太华县)（Georgetown）- 52,496
9. 雷德福德镇区 (密西根州韦恩县)（Redford）- 46,899
10. 切斯特菲尔德镇区 (密西根州马科姆县)（Chesterfield）- 46,387

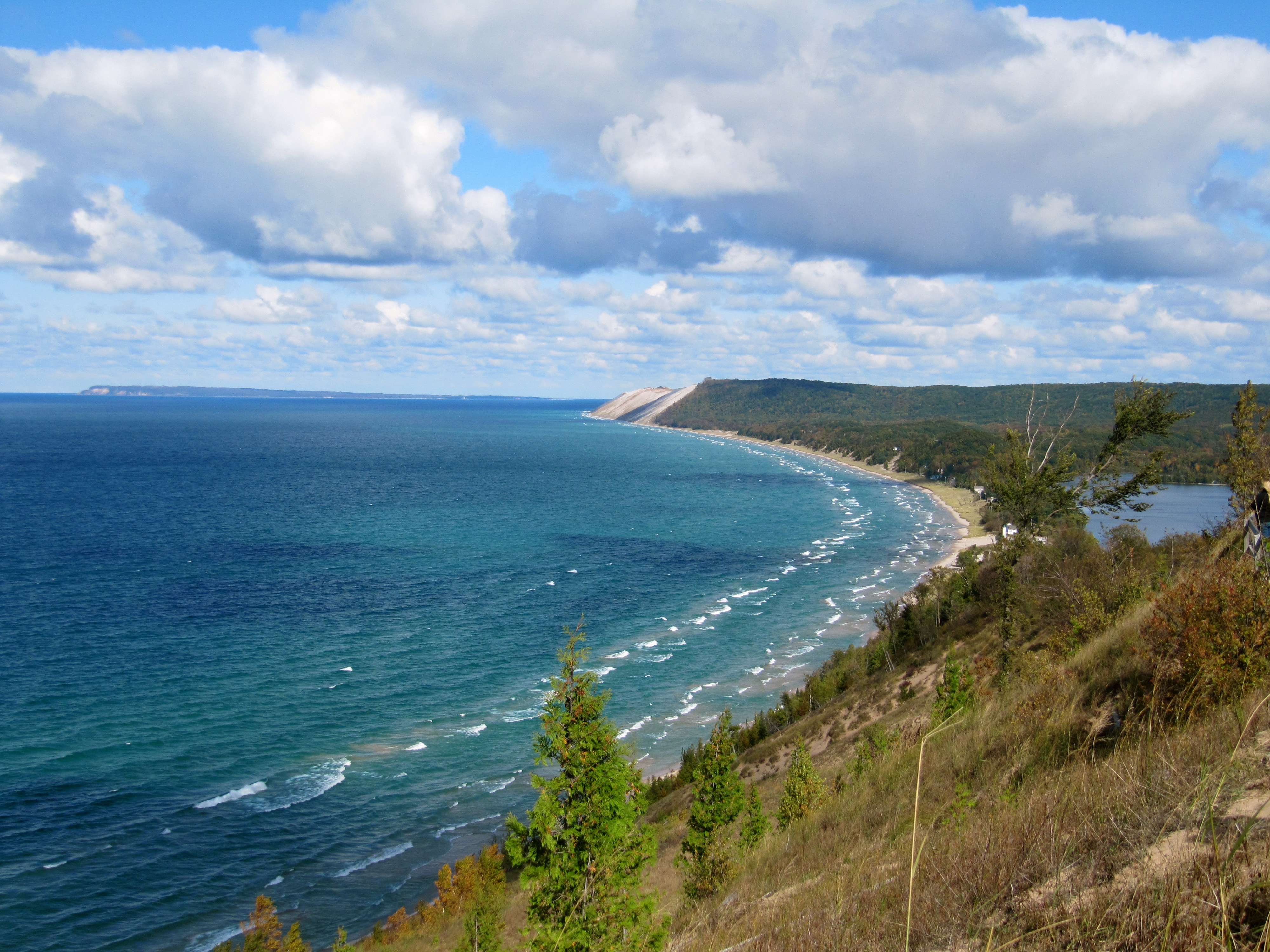
密西根下半岛西北的睡熊沙丘

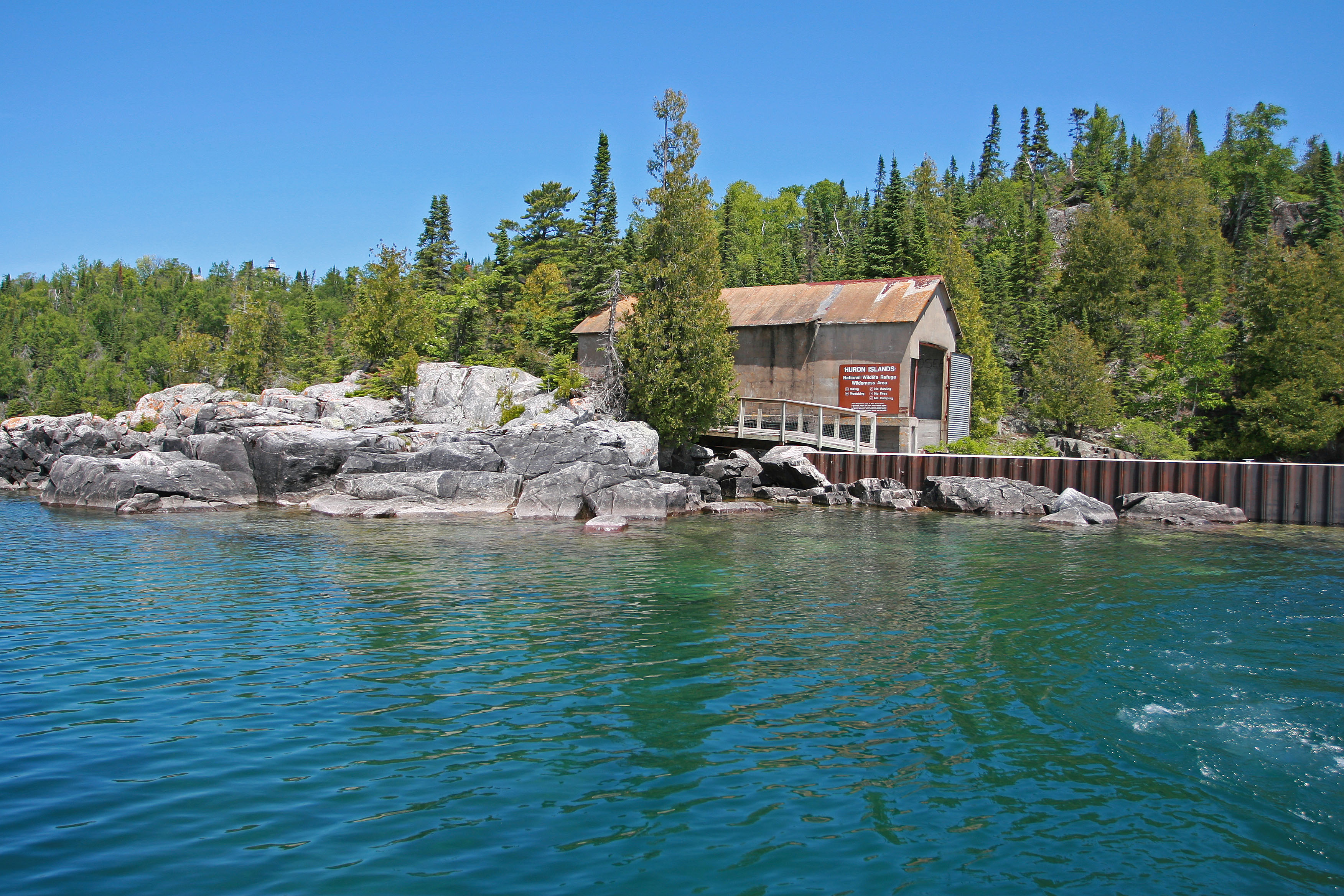
休伦国家野生动物保护区

### 国家公园
- 皇家岛国家公园
- 画岩国家湖岸
- 玛尼斯蒂国家森林
- 基威诺历史保护区
- 睡熊沙丘国家湖岸
- 休伦国家森林
- 希亚瓦塔国家森林
- 渥太华国家森林
- 法瑟马凯特国家森林

### 气候
密西根州属于大陆性气候，但有两个不同的地区。下半岛的南部和中部（萨吉诺湾南部和大急流城地区向南）气候温暖（柯本气候分类 Dfa），夏季炎热，冬季寒冷。下半岛北部和整个上半岛气候更为恶劣（柯本 Dfb），夏季温暖但较短，冬季较长，寒冷至非常寒冷。从12月到2月，该州部分地区的平均高温低于冰点，在遥远的北部地区一直持续到3月初。在冬季到二月中旬，该州经常遭受湖泊效应的大雪。该州平均每年降水量为30至40英寸（76至102厘米）；然而下半岛北部和上半岛的一些地区每年平均降雪量接近160英寸（4,100毫米）。密西根州的最高记录温度是1936年7月13日在邁歐的 112°F（44°C），而最冷的记录温度是1934年2月9日在范德比尔特的-51°F（-46°C）。

该州平均每年有30天的雷暴活动。这些可能很严重，尤其是在该州的南部。该州平均每年发生17次龙卷风，这在该州的最南部地区更为常见。南部边境的部分地区在历史上几乎与更西部的州和龙卷风巷一样脆弱。出于这个原因，该州最南部的许多社区都有龙卷风警报器，以警告居民接近龙卷风。再往北在密西根州中部、密西根州北部和上半岛，龙卷风很少见。

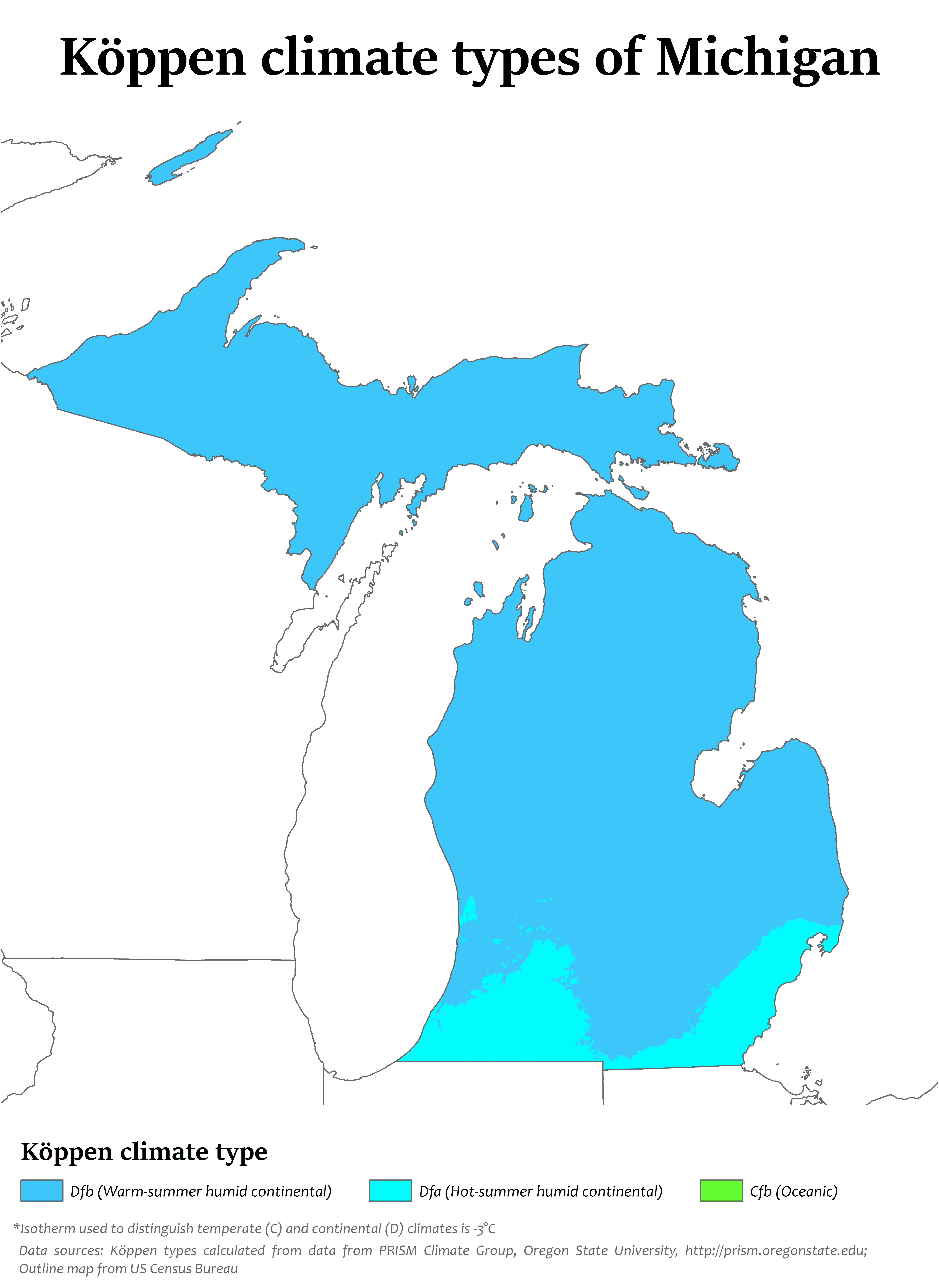
按柯本气候分类法划定的密西根州气候区

### 地质

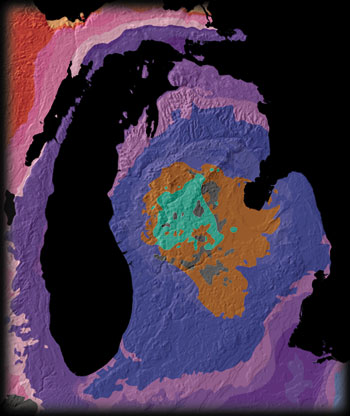
密歇根地質圖

密西根的下半岛主体位于地质学的密西根盆地上，沉积物形成年代为志留纪到二叠纪。上半岛为密西根盆地的边缘以及前寒武纪时期形成的铁和铜地层。在新生代里密西根遭遇过明显的冰川活动侵蚀，以至于全州遍布大小湖泊。
該州的地質構造千差萬別，密西根盆地是最主要的構造。原生巨石遍布上半島的整個表面（主要是原始起源），而次生礦床則覆蓋整個下半島。上半島展示下志留統砂岩、石灰岩、含銅和含鐵岩石，對應於加拿大的休倫系統。下半島的中部包含賓夕法尼亞時期的煤層和岩石。泥盆紀和亞石炭紀沉積物分散在全州。
密西根州很少發生地震，而且它確實經歷過的地震通常較小，不會造成重大破壞。1947年8月發生了4.6級地震。最近的一次，2015年5月2日星期六中午在密西根州中部的蓋爾斯堡以南約5英里（卡拉馬祖東南9英里）發生了4.2級地震，據總部位於科羅拉多州的美國地質調查局的國家地震信息中心稱，沒有重大損壞或受傷報告。

## 经济

### 概述

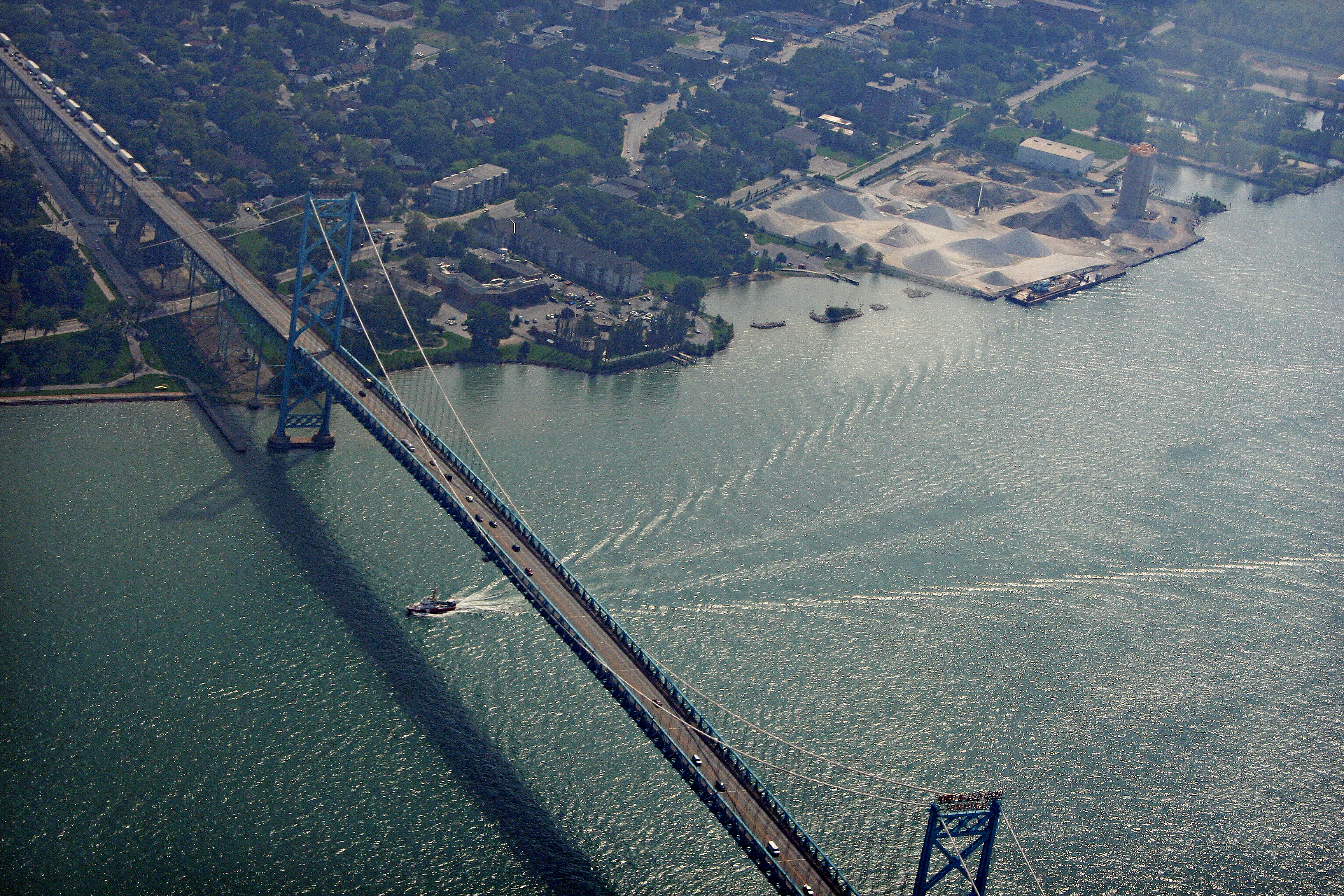
连接底特律和加拿大安大略省温莎的大使桥

根據美國人口普查局的數據，2017年，密西根州有3,859,949人受僱於222,553家機構。

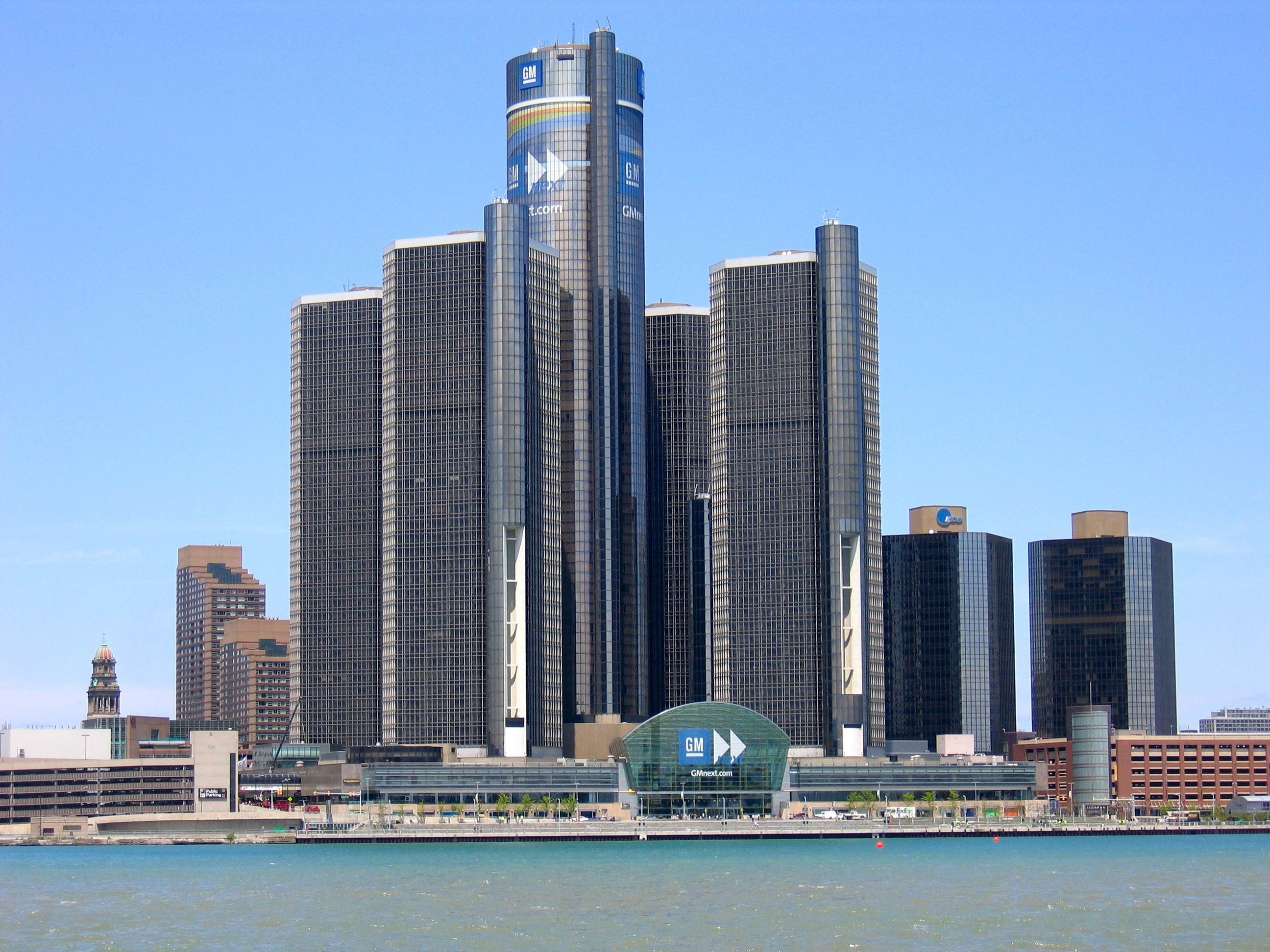
密西根州是美国汽车工业的中心。底特律市中心的文艺复兴中心是通用汽车的全球总部

美國經濟分析局估計密西根州2018年第三季度的州生產總值為5380億美元，在50個州中排名第14。根據勞工統計局的數據，截至2021年6月，該州經季節性調整的失業率估計為6.3%。
產品和服務包括汽車、食品、信息技術、航空航天、軍事設備、家具以及銅和鐵礦石開採。密西根州是第三大聖誕樹種植州，擁有60,520英畝（245平方公里）的土地，專門用於聖誕樹種植。Vernors飲料於1866年在密西根州發明，與Hires Root Beer共享最古老的軟飲料稱號。Faygo於1907年11月4日在底特律成立。四大比薩連鎖店中有兩家在密西根成立。
自2009年以來，通用汽車、福特汽车和克萊斯勒在911袭击事件和2000年代初經濟衰退影響各自的美國養老金和福利基金(OPEB)之後股市動蕩之後，對其福利基金結構進行了重大重組。通用汽車、福特和克萊斯勒與美國汽車工人工會達成協議，將各自的醫療保健和福利基金的責任轉移給501(c)(9)自願僱員受益人協會(VEBA)。從2001年到2006年，該州的製造業增長了6.6%，但在2008年經濟危機期間，石油的高投機價格成為美國汽車行業影響行業收入的一個因素。2009年，通用汽車和克萊斯勒從第11章重組中脫穎而出，部分融資由美國和加拿大政府提供。通用汽車於2010年開始首次公開募股(IPO)。2010年，州內三大車企利潤豐厚，回暖開始。

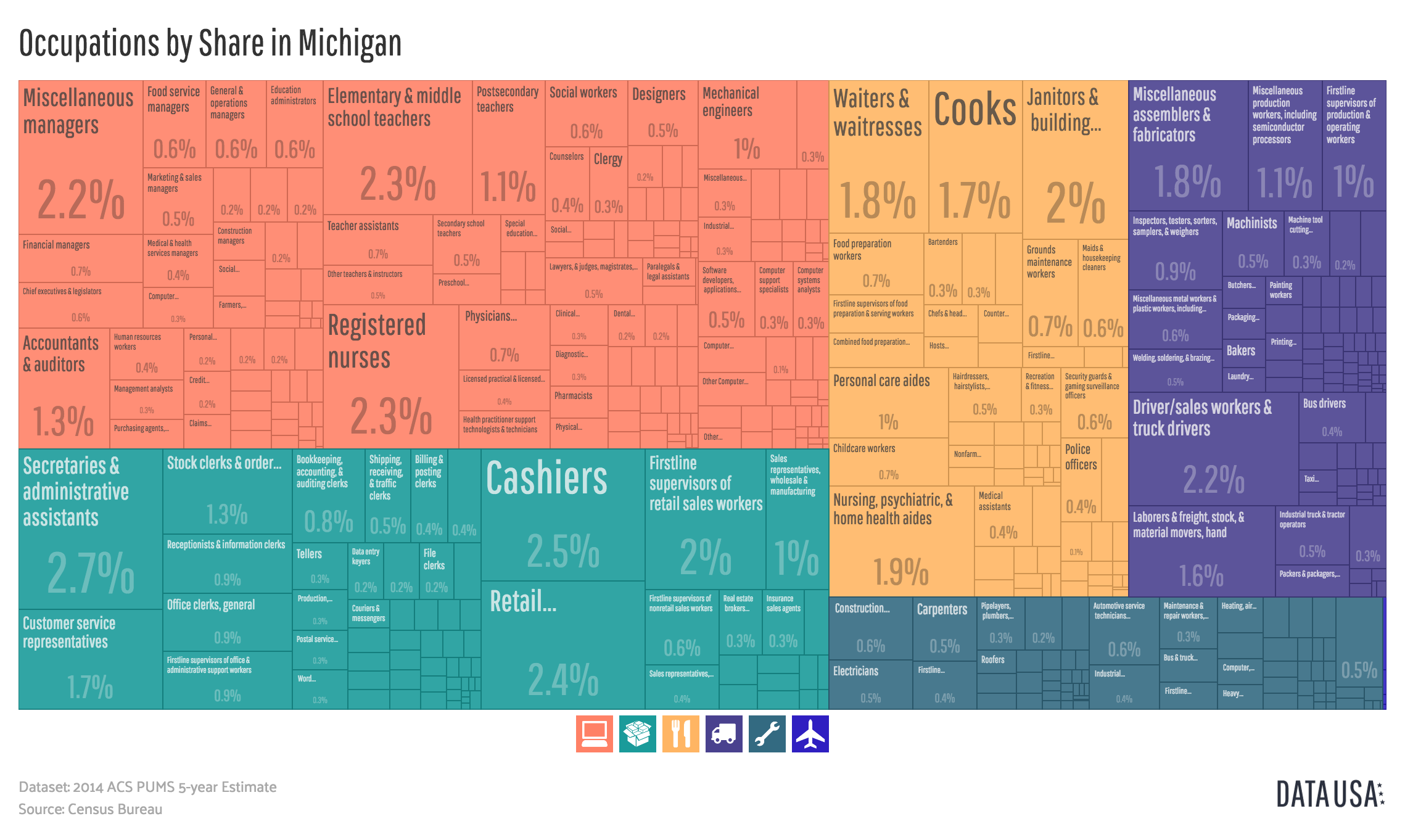
密西根的就业部门分布

截至2002年，密西根州的高科技就業人數在美國排名第四，擁有568,000名高科技工人，其中包括汽車行業的70,000名。密西根州通常在美國的總體研發(R&D)支出中排名第三或第四。其包括汽車在內的研發佔該州整體國內生產總值的比例高於美國任何其他州。該州是工程工作機會的重要來源。國內汽車行業直接或間接地占美國每十個工作崗位之一.
2004年，密西根州在新的企業設施和擴建方面在美國排名第二。從1997年到2004年，密西根州是唯一一個在重大新開發項目中突破10,000個大關的州；然而，2000年代後期經濟衰退的影響已經減緩了該州的經濟。2008年，密西根州在吸引新業務的各州選址調查中名列第三，該調查衡量了每百萬人口的資本投資和新增就業機會。2009年8月，密西根州和底特律的汽車行業從美國能源部獲得了1.36億美元的贈款，用於製造電動汽車技術，預計到2020年，該州將立即創造6,800個工作崗位並僱用40,000名員工。從2007年到2009年，密西根州在新的企業設施和擴建方面在美國排名第三。
作為領先的研究機構，密西根大學、密西根州立大學和韋恩州立大學是該州經濟及其大學研究走廊的重要合作夥伴。密西根州的公立大學每年吸引超過$1.5B的研究和開發補助金。國家超導迴旋加速器實驗室位於密西根州立大學。密西根州的勞動力受過良好的教育和高技能，使其對公司具有吸引力。它擁有全國第三高的工程專業畢業生人數。
底特律都會機場是美國最近擴建和現代化的機場之一，擁有六條主要跑道和能夠維修和修理波音747的大型飛機維修設施，並且是達美航空公司的主要樞紐。密西根州的學校和學院名列全國最佳。該州一直保持其對公共教育的早期承諾。該州的基礎設施使其具有競爭優勢；密西根州有38個深水港。2007年，美國銀行宣佈在收購特洛伊的拉萨尔（LaSalle）銀行後，將投入250億美元用於密西根州的社區發展。
- 州收入
- 主要的工业／产品
  - 汽车（通用汽车、福特汽车、克萊斯勒集團）、安利、谷物、铜、家具、铁
- 州税

### 农业
密西根州种植了种类繁多的商品作物、水果和蔬菜，使其在农业多样性方面仅次于加利福尼亚州。该州有54,800个农场，利用10,000,000英亩（40,000 平方公里）的土地，2010 年销售价值 64.9 亿美元的产品最有价值的农产品是牛奶。主要农作物包括玉米、大豆、花卉、小麦、甜菜和土豆。该州的牲畜包括78,000只羊、100万头牛、100万头猪和超过300万只鸡。畜产品占农产品价值的38%，农作物占多数。
密西根州是美国领先的水果种植者，包括蓝莓、酸樱桃、苹果、葡萄和桃子。密西根州也种植李子、梨和草莓。由于密西根湖对气候的调节作用，这些水果主要生长在西密西根。密西根湖沿岸的密西根西北部也有大量水果生产，尤其是樱桃，还有葡萄、苹果和其他水果。密西根州生产葡萄酒、啤酒和多种加工食品。家乐氏谷物公司位于密西根州巴特尔克里克，加工许多当地种植的食品。 Thornapple Valley、Ball Park Franks、Koegel Meat Company 和希伯来国家香肠公司都位于密西根州。
密西根州的萨吉诺谷和拇指地区拥有肥沃的土地。那里种植的产品包括玉米、甜菜、菜豆和大豆。甜菜收获通常在 10 月 1 日开始。糖厂需要大约五个月的时间将370万吨甜菜加工成485,000吨纯白糖。密西根州最大的糖精炼厂，密西根糖业公司是密西西比河以东最大的和全国第四大的糖精炼厂。

### 旅游业

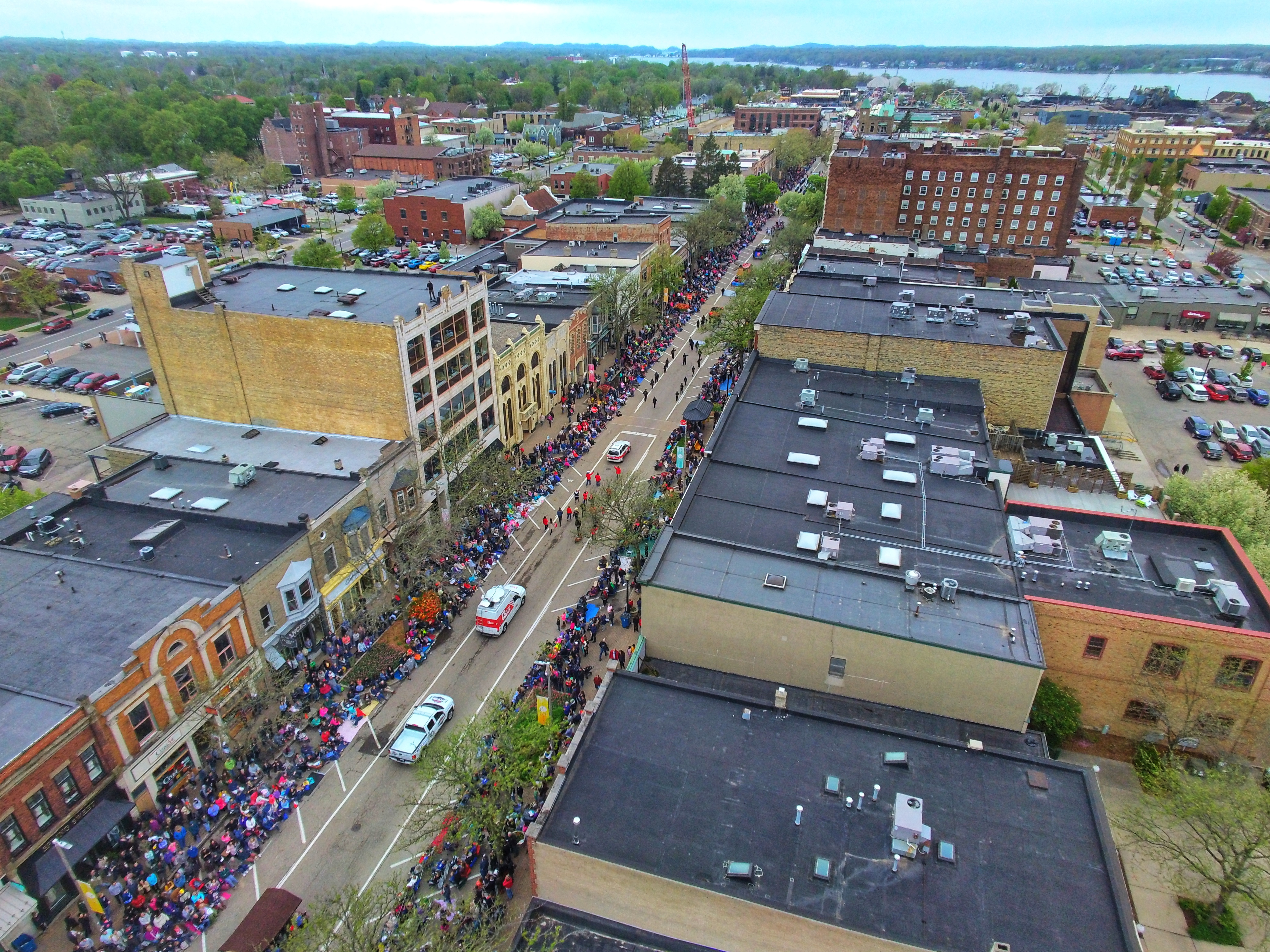
密西根州的荷兰是郁金香时间节的举办地，这是美国最大的郁金香节

密西根州的游客每年在该州花费172亿美元，支持193,000个旅游工作岗位。密西根州的旅游网站是全美最繁忙的网站之一。 目的地吸引了来自美国和加拿大各地的度假者、猎人和自然爱好者。密西根州有50%的林地，其中大部分都非常偏远。森林、湖泊和绵延数千英里的海滩是最热门的景点。活动旅游吸引了大量人参加郁金香时间节和全国樱桃节等活动。 2006年，密西根州教育委员会根据新的劳动节后学校法，要求该州所有公立学校在劳动节后的第一天开学。一项调查发现，所有旅游业务的 70% 直接来自密西根州居民，密西根酒店、汽车旅馆和度假村协会声称，学年之间较短的夏季削减了年度旅游旺季。
底特律大都市的旅游业将游客吸引到主要景点，尤其是亨利·福特博物馆、底特律艺术馆、底特律动物园和底特律的体育运动。其他博物馆包括底特律历史博物馆、查尔斯·H·赖特非裔美国人历史博物馆、克兰布鲁克教育社区的博物馆和阿拉伯裔美国人国家博物馆。都会区提供四大赌场，分别是米高梅大底特律、好莱坞赌场、汽车城和加拿大安大略省温莎的凯撒温莎酒店；此外，底特律是提供赌场度假村的美国最大城市和大都市区。
狩猎和捕鱼是该州的重要产业。大湖区的许多城市都有租船来捕捞鲑鱼、鳟鱼、大眼鲷和鲈鱼。密西根州每年为其经济贡献 20 亿美元的持牌猎人（超过 100 万）在全国排名第一。仅白尾鹿季节就有超过四分之三的百万猎人参加。由于出勤问题，密西根州农村地区的许多学区在火器鹿季节的开放日取消了学校课程。
密西根州自然资源部管理着全国最大的专用国家森林系统。林产品行业和娱乐用户每年为该州经济贡献120亿美元和200,000个相关工作岗位。在广阔的商业森林中也确保了公共远足和狩猎通道。该州拥有全国最多的高尔夫球场和注册的雪地摩托。

### 能源

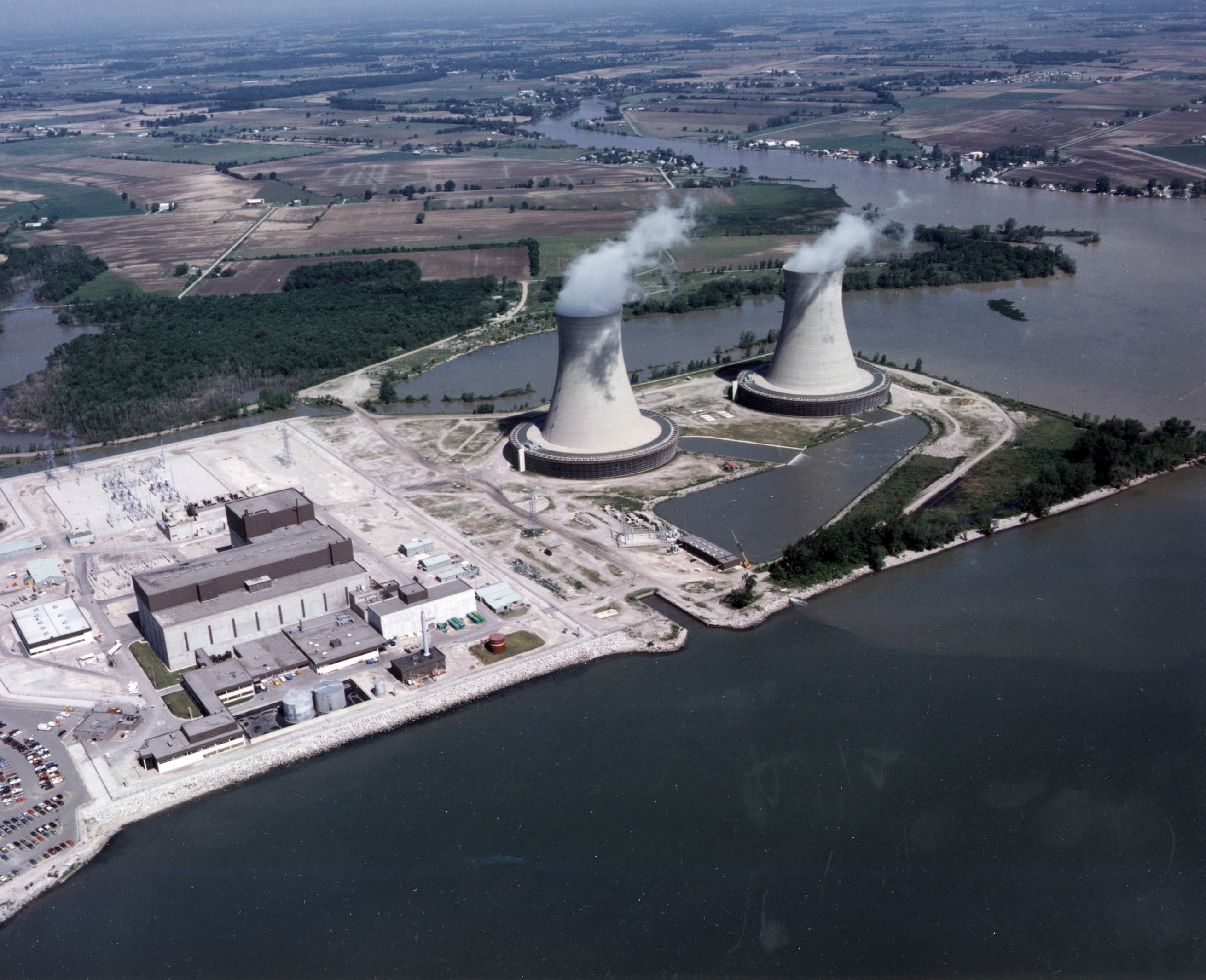
位于门罗附近的伊利湖岸边的恩里科·费米核电站

2020年，密西根州消耗了113,740 GWh的电能，并产生了116,700 GWh的电能。煤电是密西根州的主要电力来源，到2020年约占一半的电力供应，即53,100 GWh（总容量12.6吉瓦）。尽管密西根州没有活跃的煤矿，但煤炭可通过火车从其他州运入，也可经由湖货船穿越五大湖运输。由于天然气价格较低，大多数燃煤电厂已关闭，Consumer Energy计划在2025年前关闭全部剩余燃煤电厂；DTE计划在2023年前淘汰2100兆瓦煤电。位于伊利湖西岸的门罗燃煤电厂是美国第11大电厂，净容量为3,400兆瓦。
核电也是密西根州的重要电力来源，截至2020年，约提供该州四分之一的电力，即28,000 GWh（总容量4.3吉瓦）。三座在运核电站为密西根州提供约26%的电力。唐纳德·C·库克核电站位于布里奇曼以北，是该州最大的核电站，净容量为2,213兆瓦。费米（Enrico Fermi）核电站排名第二，净容量为1,150兆瓦。它是底特律大都市区（以市中心为圆心50英里半径范围内）两个核电站之一，位于底特律与俄亥俄州托莱多之间，另一个是俄亥俄渥太华县的戴维斯-贝斯核电站。南黑文以南的帕利塞德（Palisades）核电站计划于2022年关闭。密西根州第一座核电站、也是全美第五座核电站的大石角（Big Rock Point）核电站已于1997年退役。

## 人口
| 调查年               | 人口       | 备注 | %±     |
| -------------------- | ---------- | ---- | ------ |
| 1800                 | 3,757      |      | —      |
| 1810                 | 4,762      |      | 26.8%  |
| 1820                 | 7,452      |      | 56.5%  |
| 1830                 | 28,004     |      | 275.8% |
| 1840                 | 212,267    |      | 658.0% |
| 1850                 | 397,654    |      | 87.3%  |
| 1860                 | 749,113    |      | 88.4%  |
| 1870                 | 1,184,059  |      | 58.1%  |
| 1880                 | 1,636,937  |      | 38.2%  |
| 1890                 | 2,093,890  |      | 27.9%  |
| 1900                 | 2,420,982  |      | 15.6%  |
| 1910                 | 2,810,173  |      | 16.1%  |
| 1920                 | 3,668,412  |      | 30.5%  |
| 1930                 | 4,842,325  |      | 32.0%  |
| 1940                 | 5,256,106  |      | 8.5%   |
| 1950                 | 6,371,766  |      | 21.2%  |
| 1960                 | 7,823,194  |      | 22.8%  |
| 1970                 | 8,875,083  |      | 13.4%  |
| 1980                 | 9,262,078  |      | 4.4%   |
| 1990                 | 9,295,297  |      | 0.4%   |
| 2000                 | 9,938,444  |      | 6.9%   |
| 2010                 | 9,883,640  |      | −0.6%  |
| 2020                 | 10,077,331 |      | 2.0%   |
| 2022年估计           | 10,034,113 |      | −0.4%  |
| 来源: 1910–2020 2022 |            |      |        |

密西根人口結構

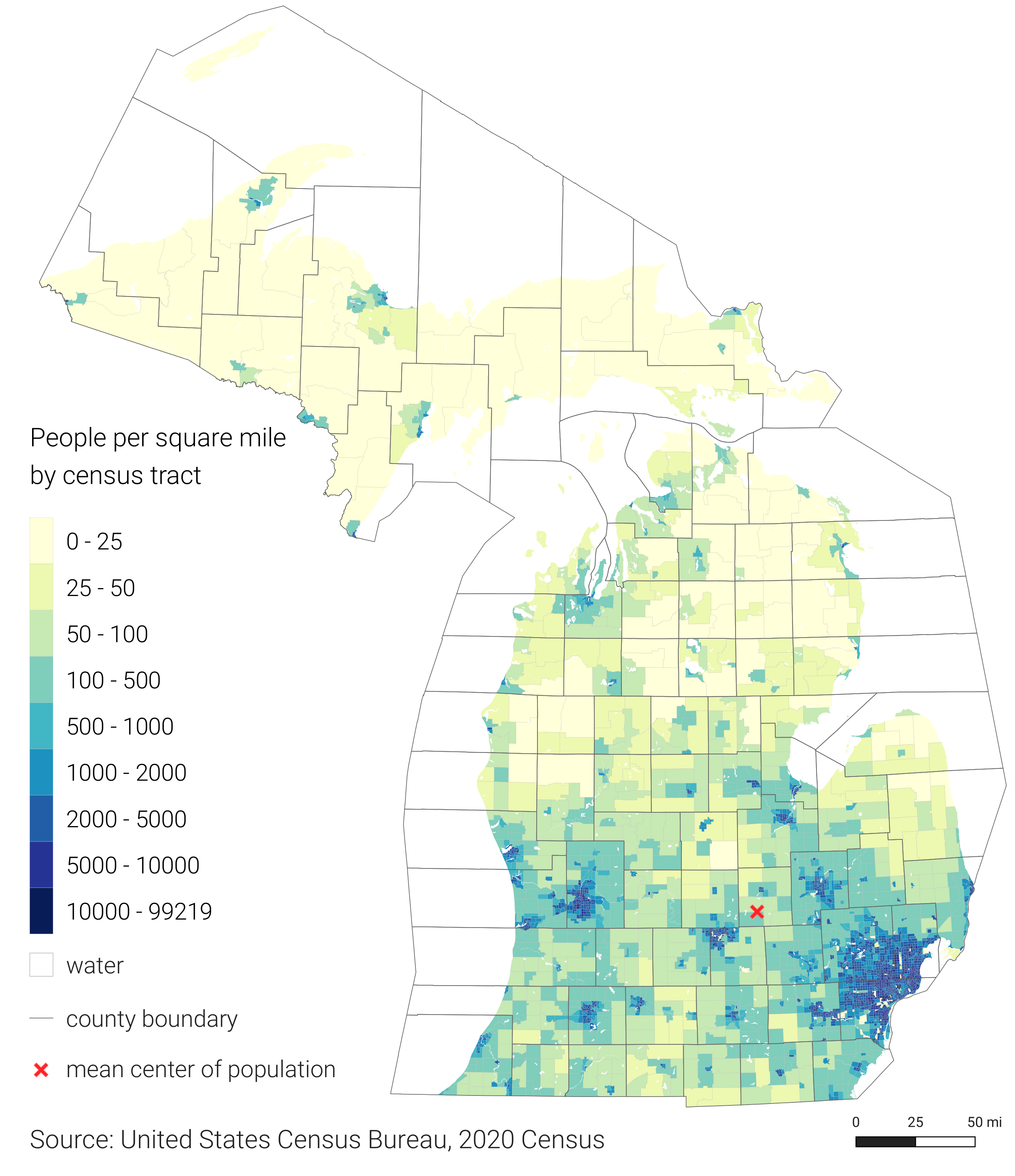
2020年密西根州人口分布

2020年人口普查，密西根州有10,077,331人。種族的組成大略如下：
- 73.9%是白人
- 13.7%是非裔美國人
- 3.3%是亞裔美國人
- 0.6%是印地安原住民
- 2.2%是其他種族
- 6.3%是多種族認同

| 种族认同                     | 1970  | 1990  | 2000  | 2010  | 2020  |
| ---------------------------- | ----- | ----- | ----- | ----- | ----- |
| 白种美国人                   | 88.3% | 83.4% | 80.1% | 78.9% | 73.9% |
| 非裔美国人                   | 11.2% | 13.9% | 14.2% | 14.2% | 13.7% |
| 亚裔美国人                   | 0.2%  | 1.1%  | 1.8%  | 2.4%  | 3.3%  |
| 印第安原住民                 | 0.2%  | 0.6%  | 0.6%  | 0.6%  | 0.6%  |
| 夏威夷或其他太平洋群岛原住民 | —     | —     | —     | —     | —     |
| 其他种族                     | 0.2%  | 0.9%  | 1.3%  | 1.5%  | 2.2%  |
| 多种族认同                   | —     | —     | 1.9%  | 2.3%  | 6.3%  |

根據人口普查，在密西根州的居民祖先中，德國人（20.4%）最多，其次是非裔美國人（14.2%）、愛爾蘭人（10.7%）、英國人（9.9%）、和波蘭人（8.6%）。
| 祖先         | 比例  |
| ------------ | ----- |
| 德国人       | 19.5% |
| 爱尔兰人     | 10.6% |
| 英格兰人     | 8.5%  |
| 波兰人       | 8.2%  |
| 美国人       | 5.6%  |
| 意大利人     | 4.7%  |
| 荷兰人       | 4.5%  |
| 法国人       | 4.0%  |
| 苏格兰人     | 2.2%  |
| 阿拉伯人     | 1.9%  |
| 法裔加拿大人 | 1.6%  |
| 瑞典人       | 1.4%  |
| 匈牙利人     | 1.0%  |

美国2020年人口统计显示，该州人口达到1007.3万。

### 语言
截至2010年，5岁及以上的密西根州居民中有 91.11% (8,507,947）在家中只说英语，而 2.93% (273,981）说西班牙语，1.04% (97,559）阿拉伯语，0.44%（41,189）德语，0.36% (33,648）中文（包括官话）、0.31% （28,891）法语、0.29%（27,019）波兰语和0.25% (23,420）叙利亚语（如现代阿拉姆语和东北新阿拉姆语）。总体而言，密西根州五岁及以上人口中有 8.89%（830,281）说英语以外的母语。

## 宗教
宗教自我認同，根據公共宗教研究所2021年《美國價值觀調查》
宗教上，密西根州的人口信仰比例如下。
- 43%新教徒（Protestant）
- 24% 羅馬天主教徒（Roman Catholic）
- 1%其他基督教派的教徒（Other Christian）
- 4%其他宗教教徒（Other Religions，大多為伊斯蘭教和猶太教）
- 9%無信仰者（Non-Religious）

在該州的新教徒中，前三大派別為浸禮會：16%，路德會：8%，衛理公會派：7%。

### 天主教

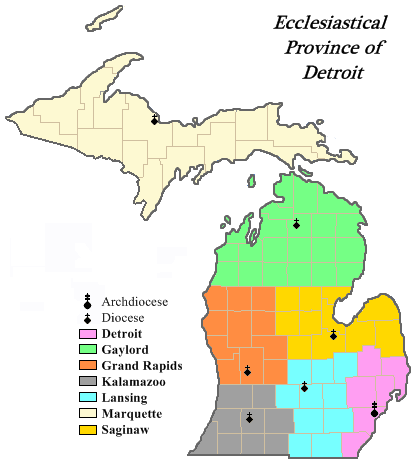
底特律教省的教区分布

根据宗教数据档案协会 (ARDA) 2010年的调查，罗马天主教会是信徒人数最多的教派，有1,717,296名信徒。直到19世纪，罗马天主教会是密西根州唯一有组织的宗教，反映了该地区的法国殖民渊源。底特律的圣安妮教区由安托万·德拉莫特·凯迪拉克于1701年建立，是美国第二古老的罗马天主教教区。1833年3月8日，罗马教廷在密西西比河以东的密西西比河以东的密西根州、威斯康星州、明尼苏达州和达科他州正式成立了一个教区。当密西根于1837年成为一个州时，底特律教省的边界被重新划定以与该州的边界一致；其他教区后来从底特律教区划出，但仍然是底特律教省的一部分，其下辖一个总主教区和六个主教区：
- 底特律總教區
- 蓋洛德教區
- 大急流城教區
- 卡拉馬祖教區
- 蘭辛教區
- 馬凱特教區
- 薩吉諾教區

### 新教
2010年，最大的新教教派是联合卫理公会，有228,521名信徒； 紧随其后的是路德宗-密苏里主教会，有 219,618人，美国福音派路德教会有 120,598 名信徒。 北美基督教改革宗教会在密西根拥有近100,000名成员和 230 多个会众。美国的改革宗教会在该州拥有76,000名成员和154个会众。在同一项调查中，密西根州的犹太信徒估计为44,382人，穆斯林为120,351人。路德教会是由德国和斯堪的纳维亚移民引入的；路德教是该州第二大宗教教派。该州第一座犹太教堂是贝丝埃尔神庙，由12个德国犹太家庭于1850年在底特律建立。

## 教育

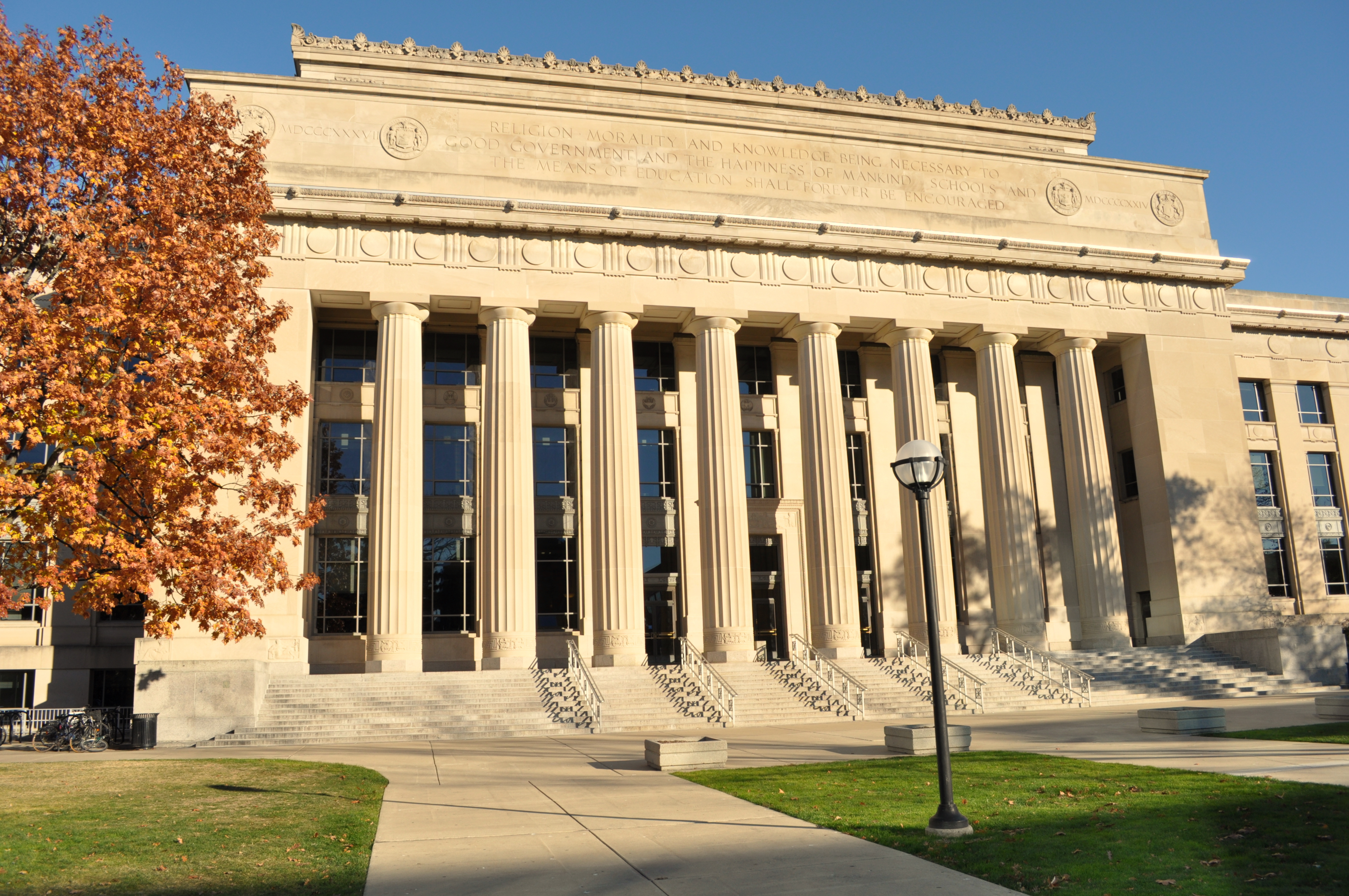
密西根大学是美国乃至全球顶尖的研究型大学之一

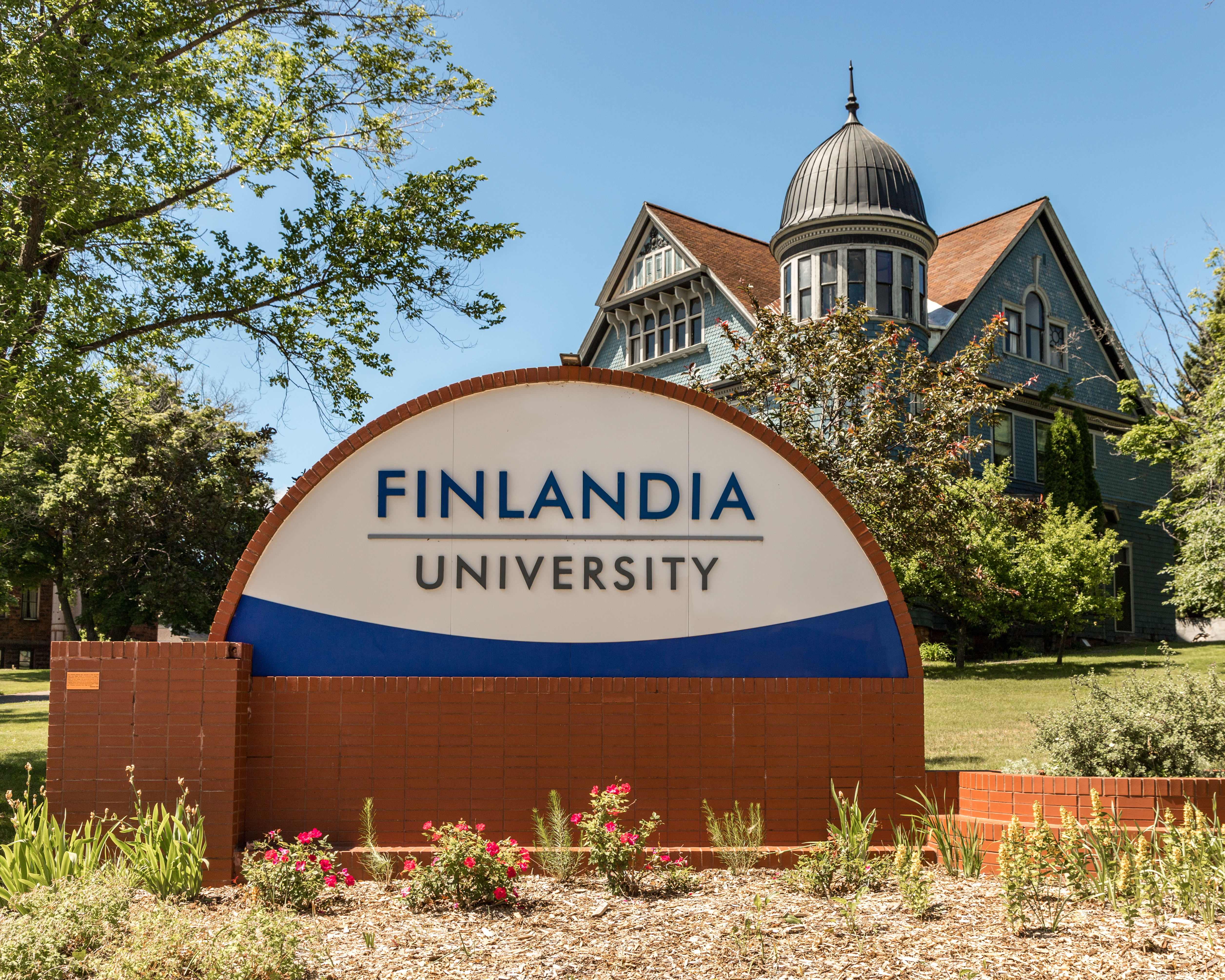
位于密西根北部汉考克的芬兰迪亚大学

密西根州拥有15所公立大学和众多的私立大学及社区学院。密西根大学在世界大学排行榜上位列前20，是世界顶尖的大学。密西根州立大学是美国第一所赠地大学。东密西根大学曾是美国历史上第一所师范类大学。密西根理工大学曾是美国最早的矿业和地质学类专业大学之一。北密西根大学是美国最早在校园里普及笔记本电脑的大学之一。
密西根州的教育系统为公立学校的 160 万K-12学生提供服务。 超过124,000名学生就读于私立学校，根据某些法律要求在家上学的人数不计其数。2008-09 年公立学校系统的预算为 145 亿美元。从 2009年到2019年，密西根州有200多所私立学校关闭，部分原因是来自特许学校的竞争。
密西根大学是该州最古老的高等教育机构，也是全美最古老的研究型大学之一。 它成立于1817年，比密西根领地建州还早20年。截至 2016 年秋季，密西根州立大学的校园人口在美国所有学校中排名第九。贝克学院拥有 21,210 名学生，是密西根州最大的私立大专院校。

## 交通

### 國際通道
密歇根州与加拿大安大略省有9个国际交流通道：

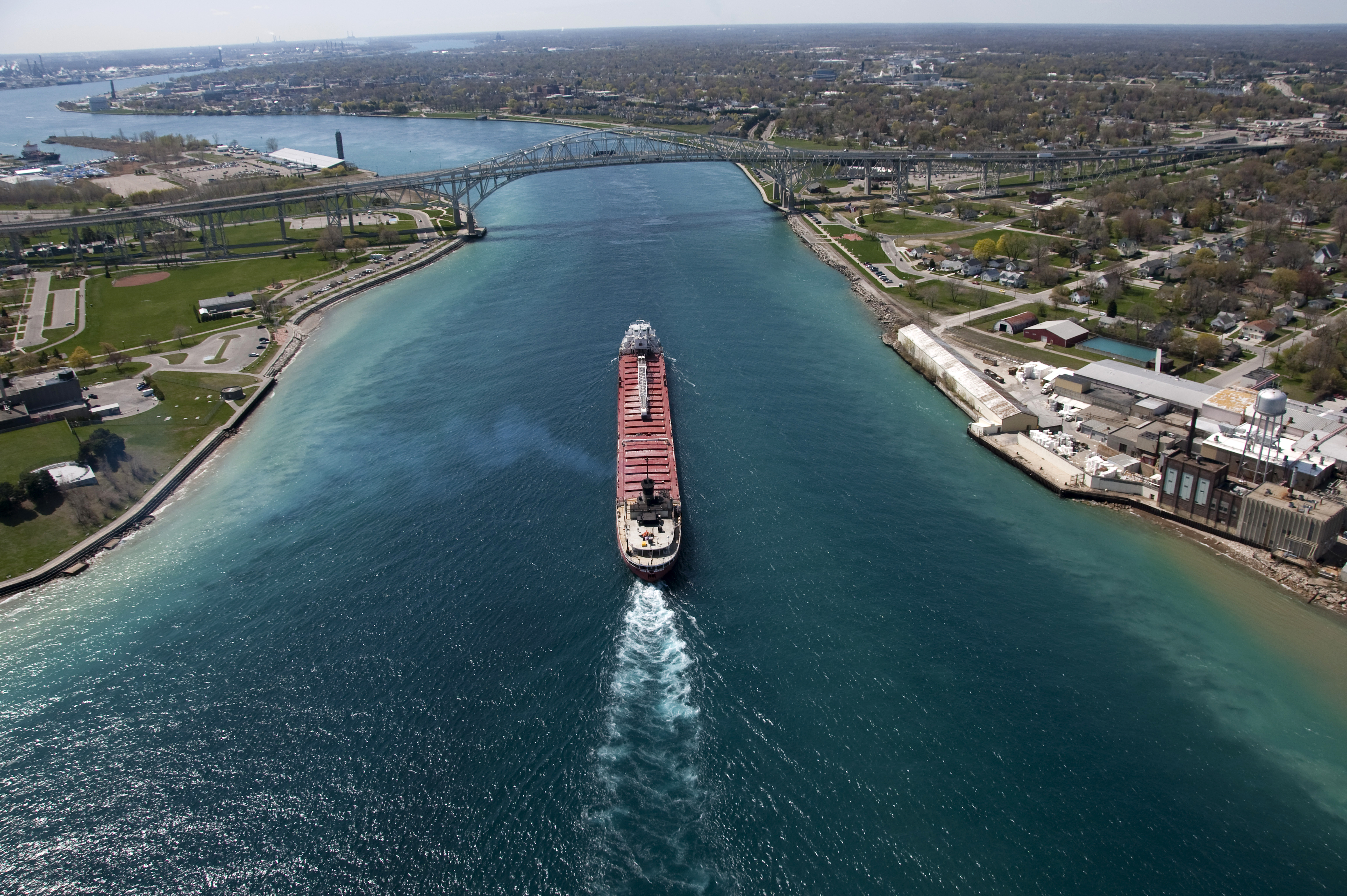
蓝水桥，一座横跨圣克莱尔河的双跨桥，连接休伦港和安大略省萨尼亚

- 大使大桥，北美最繁忙的国际边境，横跨底特律河
- 蓝水大桥，一座双跨桥（密歇根州休伦港和安大略省爱德华角，但通常在加拿大一侧到達较大的城市萨尼亚）
- 蓝水渡轮（密歇根州马林城和安大略省松布拉）
- 加拿大太平洋铁路隧道
- 底特律-温莎卡车渡轮（底特律和温莎）
- 底特律-温莎隧道
- 蘇聖瑪麗國際大橋（密歇根州苏圣玛丽和安大略省苏圣玛丽）
- 圣克莱尔河铁路隧道（休伦港和萨尼亚）
- 沃波尔岛渡轮（密歇根州阿尔戈纳克和安大略省沃波尔岛）

### 鐵路

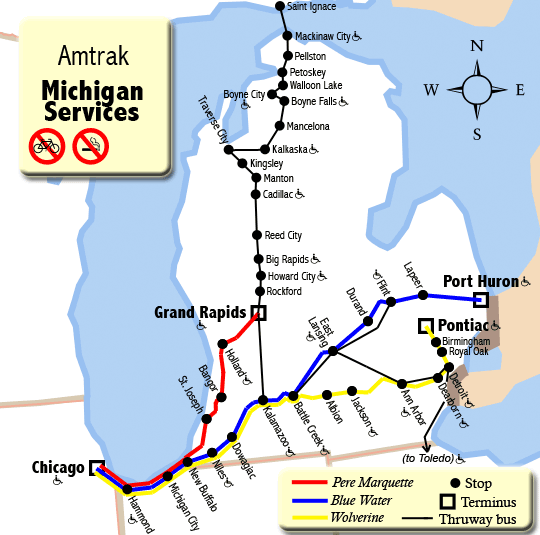
美鐵密歇根州線路圖：藍水號（藍色）、佩雷·馬凱特號（紅色）、狼獾號（黃色）、美鐵巴士（黑色）

密歇根州有四家I级铁路：加拿大国家铁路、加拿大太平洋铁路、CSX运输和诺福克南方铁路。 这些铁路还增加了数十条短线铁路。 密歇根州的绝大多数铁路服务都致力于货运，但美铁和各种风景铁路除外。
美铁客运铁路为该州提供服务，将密歇根州南部和西部的许多城市与伊利诺伊州芝加哥连接起来，美鐵密歇根州一共有3條線路：
- 藍水號（364/365）：芝加哥到密歇根州休倫港
- 佩雷·馬凱特號（370/371）：芝加哥到密歇根州大急流城
- 狼獾號（350/351/352/353/354/355）：芝加哥到密歇根州龐蒂亞克

### 重要機場

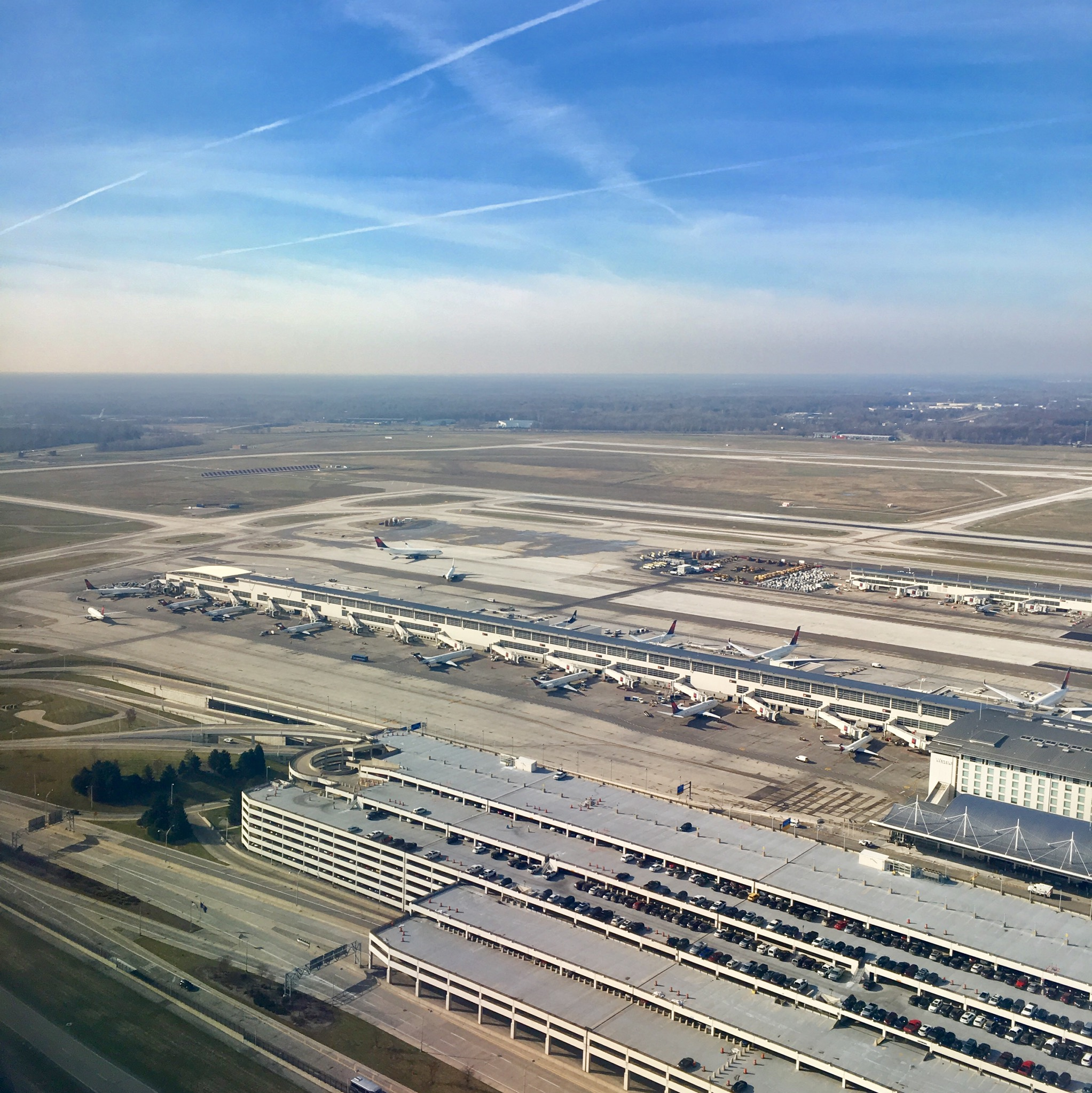
底特律都会韦恩县机场

- 底特律都会韦恩郡机场（DTW）——达美航空轉運中心
- 大急流城傑拉爾德·福特機場（GRR）——本州第二大機場

### 重要高速公路
- 75號州際公路
- 69號州際公路
- 94號州際公路
- 96號州際公路

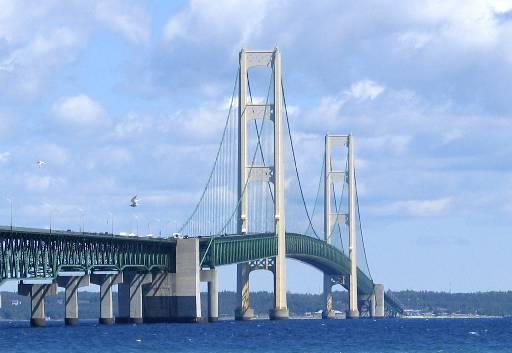
悬索桥麦基诺大桥修建于1957年，连接了密西根的上下半岛

密西根州共有116个灯塔。第一个灯塔建于1818年到1822年之间。它们是在晚上用来照明，白天用作航行于五大湖上的货船导航的路标。

## 体育

### 职业运动
密西根的大联盟运动队包括：底特律老虎棒球队、底特律雄狮橄榄球队、底特律红翼冰球队和底特律活塞男子篮球队。密西根州所有的大联盟球队都在底特律大都会地区比赛。
活塞队一直在底特律的科博竞技场打球，直到 1978 年转入庞蒂亚克银穹球场，直到1988年他们搬进了奥本山点体育场。 2017年，球队搬到了底特律市中心新建的小凯撒竞技场。底特律雄狮队一直在底特律的老虎体育场打球直到1974年，然后在1975年至2002年期间搬到庞蒂亚克银穹球场，在那里他们打了27年，然后于2002年搬到底特律的福特球场。底特律老虎队在老虎体育场（以前称为纳文）打球菲尔德和布里格斯体育场）从1912年到1999年。2000年，他们搬到了聯信（Comerica）公园。红翼队在1979年搬到乔路易斯竞技场之前曾在奥林匹亚体育场打球。他们后来搬到了小凯撒竞技场，并于2017年作为租户加入活塞队。
密西根国际赛车场NASCAR比赛的举办地，而底特律曾是一级方程式世界锦标赛大奖赛的举办地。从 1959 年到 1961 年，底特律德拉威举办了 NHRA 的美国国民队。密西根州是主要的独木舟马拉松比赛之一：120英里（190公里）的奧塞布爾河独木舟马拉松比赛。休伦港到麦基诺的划船比赛也是最受欢迎的。

#### 美式足球
- 底特律雄狮（Detroit Lions）

#### 棒球
- 大聯盟MLB
  - 底特律老虎（Detroit Tigers）
- 小聯盟
  - 西密西根白帽（West Michigan Whitecaps，1A級中西部聯盟，母隊：底特律老虎）
  - 西南密西根蝠魟（Southwest Michigan Devil Rays，1A級中西部聯盟，母隊：坦帕灣蝠魟）
  - 兰辛螺帽（Lansing Lugnuts，1A級中西部聯盟，母隊：多倫多藍鳥）

#### 籃球
- NBA
  - 底特律活塞隊（Detroit Pistons）

#### 冰球
- NHL
  - 底特律红翼队（Detroit Red Wings）

#### 足球
- 密西根雄鹿队

### NCAA

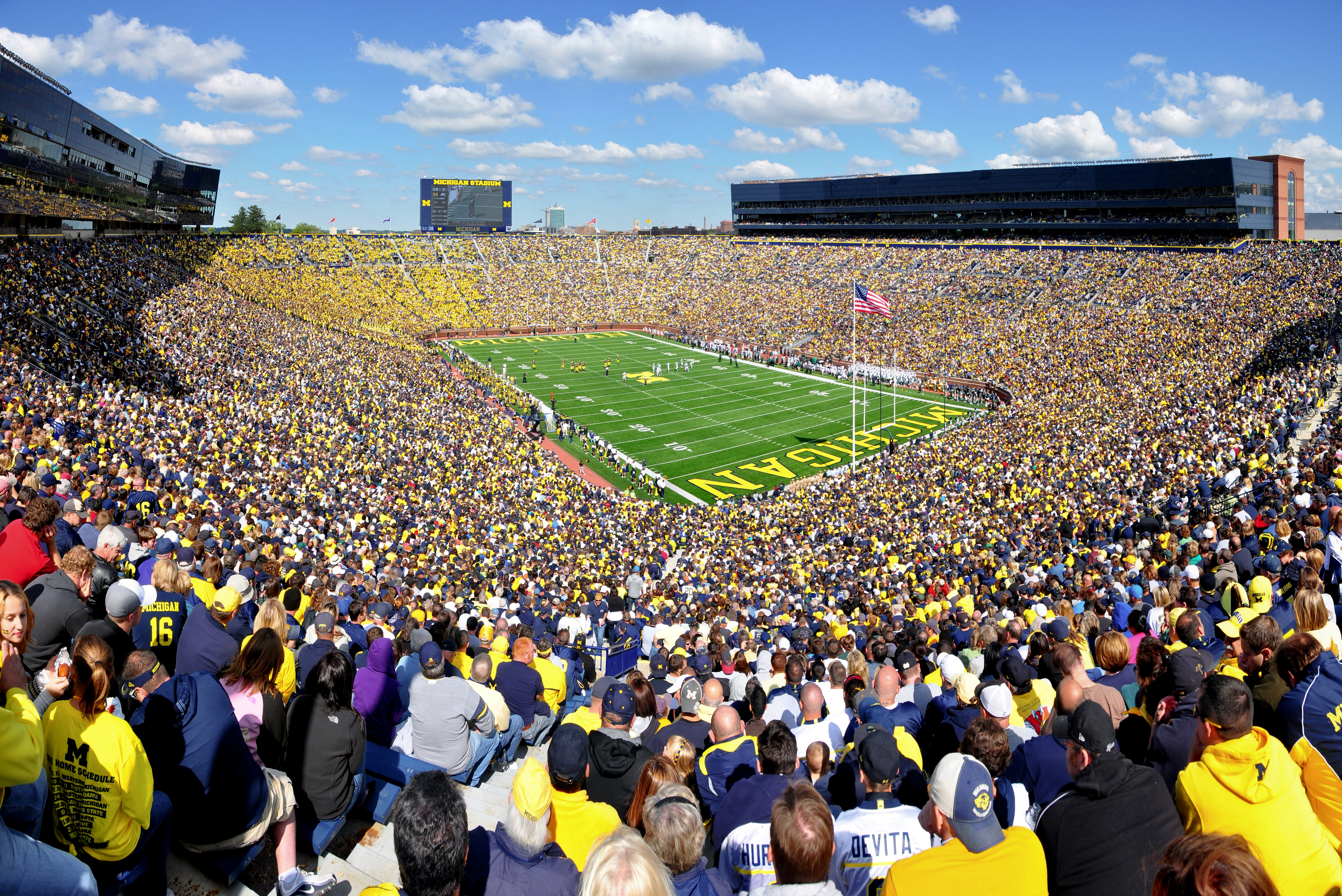
位于安娜堡的密西根體育場是西半球最大的體育場，也是世界第三大體育場

除了职业运动外，密西根的大学运动也很受欢迎。该州最大的两个体育项目是密西根狼獾队和密西根州立斯巴达队，它们参加了NCAA十大联盟。位于安娜堡的密西根体育场是密西根金刚狼足球队的主场，是西半球最大的体育场，也是全球第三大体育场。
密西根高中体育协会有大约 300,000 名参与者。
- Division I-A FBS
  - 密西根大学狼獾队（Big Ten）
  - 密西根州立大学斯巴达人队（Big Ten）
- Division I-AA FCS
  - 中密西根大学齐佩瓦人队（MAC）
  - 东密西根大学老鹰队（MAC）
  - 西密西根大学野马队（MAC）
  - 奥克兰大学金灰熊队（Horizon）
- Division II
  - 费里斯州立大学斗牛犬队（GLIAC）
  - 密西根科技大学哈士奇队（GLIAC）
  - 北密西根大学野猫队（GLIAC）
  - 诺斯伍德大学森林狼队（GLIAC）
  - 希尔斯戴尔大学光电队（GLIAC）
  - 韦恩州立大学武士队（GLIAC）
  - 萨吉诺河谷州立大学枢机队（GLIAC）
  - 苏必利尔湖州立大学湖人队（GLIAC）

## 其它

### 象徵

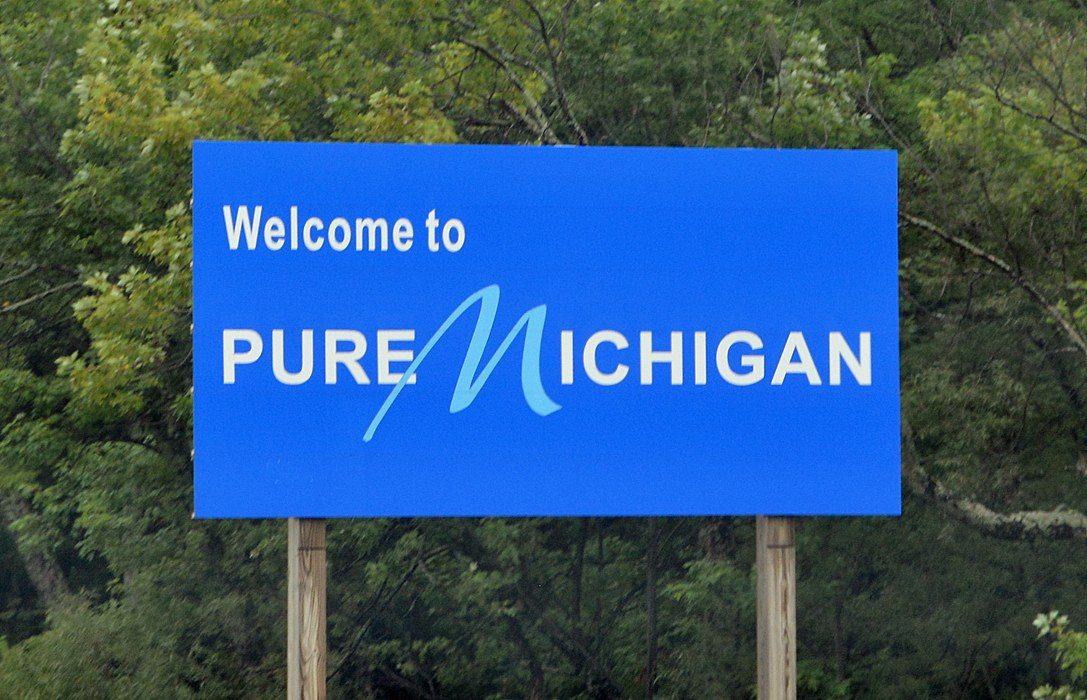
密西根州的欢迎标志寫著「歡迎來到純淨的密歇根」

密西根州传统上被称为“狼獾之州”，密西根大学以狼獾为吉祥物。以此為紀念物的聯繫建立已久：例如许多底特律人在美国内战期间自愿参加战斗，领导密西根旅的乔治·阿姆斯特朗·卡斯特称他们为“狼獾”，这种关联的起源是模糊的，它可能源于苏圣玛丽繁忙的狼獾皮草贸易。然而狼獾在密西根极为罕见，2004年2月在阿布利附近的目击事件是密西根州200年来首次确认的目击事件。
- 州别称：狼獾州、大湖州、手套州、水冬仙境
- 州座右铭：Si quaeris peninsulam amoenamcircuspice（拉丁语：“如果你寻找一个令人愉悦的半岛，请看看你周围”）于1835年被采用在州徽上，但从未作为官方座右铭。 这是英国建筑师克里斯托弗·雷恩爵士对其杰作圣保罗大教堂的墓志铭的释义。
- 州歌：“我的密歇根”（自1937年以来为官方歌曲，但在居民中存在争议）
- 州鸟：美国知更鸟（1931年起）
- 州动物：狼獾（传统）
- 州狩猎动物：白尾鹿（自1997年起）
- 州鱼：溪鳟（自1965年起）
- 州爬行动物：锦龟（1995年起）
- 州化石：乳齿象（自2000年起）
- 州花：苹果花（1897年通过，1997年正式）
- 州野花：矮湖鸢尾（自1998年起）被联邦列为受威胁物种
- 州树：白松（自1955年起）
- 州宝石：皇家岛绿石（自1973年起）。 这种矿物也称为绿菱石（字面意思是“绿色星石”），产于皇家岛和基威诺半岛
- 州25分硬币：2004年发行的硬币，上面刻有密歇根州的座右铭“大湖之州”

### 姐妹區域
- 日本滋賀縣[33]
- 中國四川省[34]

### 资料
1. 1 2  . United States Geological Survey. 2001  [2011-10-24]. （原始内容存档于2011-10-15）.
2. ↑   (PDF). United States Census Bureau.   [April 26, 2021]. （原始内容存档 (PDF)于2021-04-26）.
3. ↑  . The Henry J. Kaiser Family Foundation.   [2016-12-09]. （原始内容存档于2016-12-20）.
4. ↑  Hansen, Liane. . Weekend Edition Sunday (NPR). 2009-09-27  [2013-06-13]. （原始内容存档于2013-08-21）.
5. 李学军. . 中国科技术语. 2021-01-15. 不管是“白罗斯”还是“密西根”，迄今并未得到我国政府的批准和认可，我国外交部、新华社和中央电视台等主流媒体在报道中仍继续使用“白俄罗斯”和“密歇根”。因此，我们在报道和书刊中也应继续使用“白俄罗斯”和“密歇根”，而不应跟风使用“白罗斯”和“密西根”
6. 民政部 地名研究所 (编). . 北京: 中国社会出版社. 2017. ISBN 978-7-5087-5525-0. NLC 009152391.
7. 萧德荣; 周定国 (编). . 北京市: 现代出版社. 2001. ISBN 7-80028-595-2. OCLC 57235710. NLC 003033768.
8. . 2018-10-12  [2022-02-07]. （原始内容存档于2022-02-08）.
9. . 食物環境衞生署食物安全中心. 2024-04-30  [2025-01-20].
10. ↑  Welch, Richard W. . Lansing, Michigan.
11. ↑  .   [2019-08-10]. （原始内容存档于2019-08-06）.
12. ↑  McGinnis, Carol. . 2005.
13. ↑  .   [2019-08-10]. （原始内容存档于2019-08-06）.
14. ↑  .   [2019-08-10]. （原始内容存档于2019-08-07）.
15. ↑  Constitution of the State of Michigan, 1850, Article 10, Section 2
16. ↑  Constitution of the State of Michigan, 1908, Article 8, Section 2
17. ↑  .   [2019-08-10]. （原始内容存档于2019-08-06）.
18. ↑  .   [2019-08-10]. （原始内容存档于2019-08-06）.
19. ↑  .   [2019-08-10]. （原始内容存档于2019-07-15）.
20. ↑  .   [2019-08-10]. （原始内容存档于2018-10-17）.
21. ↑  . National Institute of Standards and Technology.   [2013-11-18]. （原始内容存档于2013-09-29）.
22. ↑  . National Institute of Standards and Technology.   [2007-04-11]. （原始内容存档于2013-09-29）.
23. ↑  . US Census Bureau. US Census Bureau.   [2019-09-17]. （原始内容存档于2020-02-13）.
24. ↑  . Patch. 3 June 2021  [12 July 2022]. （原始内容存档于2022-11-18） （英语）.
25. ↑  . Census.gov. United States Census Bureau.   [May 1, 2021]. （原始内容存档于April 29, 2021）.
26. ↑  . Census Bureau QuickFacts. 2022-12-22  [2023-04-20]. （原始内容存档于2023-04-19）.
27. 1 2  . （原始内容存档于July 25, 2008）.
28. ↑  .   [2023-05-25]. （原始内容存档于2023-12-04）.
29. ↑  .   [December 11, 2017]. （原始内容存档于2017-05-22）.
30. ↑  . U.S. Census Bureau. August 12, 2021  [August 12, 2021]. （原始内容存档于2021-08-15）.
31. ↑  . United States Census Bureau. 2016  [December 22, 2017]. （原始内容存档于2021-07-09）.
32. ↑  Staff. . Public Religion Research Institute. February 24, 2023  [April 4, 2023]. （原始内容存档于2017-04-04）.
33. ↑  . （原始内容存档于November 5, 2015）.
34. ↑  . （原始内容存档于June 7, 2008）.